# Echipele Campionatului Mondial de Fotbal 2018
Campionatul Mondial de Fotbal 2018 a fost un turneu internațional de fotbal care a avut loc în Rusia între 14 iunie și 15 iulie 2018. Cele 32 de echipe naționale implicate în turneu trebuie să înregistreze o echipă de 23 de jucători, inclusiv trei portari. Doar jucătorii din aceste echipe sunt eligibili să participe la turneu.
Fiecare echipă prezintă cîte o echipă provizorie de 35 de jucători pînă pe 14 mai, cu o lună înainte de meciul de deschidere al turneului. Lista finală de 23 de jucători pentru fiecare echipă națională va fi prezentată la FIFA până la data de 4 iunie 2018, cu 10 zile înainte de meciul de deschidere al turneului. Echipele sunt autorizate să facă înlocuiri târzii în caz de vătămări grave, în orice moment până la 24 de ore înainte de primul lor joc.
Vârsta listată pentru fiecare jucător este la 14 iunie 2018, în prima zi a turneului. Numărul de meciuri listate pentru fiecare jucător nu include meciurile jucate după începerea Cupei Mondiale a FIFA 2018. Clubul menționat este clubul pentru care ultimul a jucat un meci competitiv înainte de turneu. Naționalitatea pentru fiecare club reflectă asociația națională (nu liga) la care este afiliat clubul.

## Grupa A

### Egipt
Antrenor:  Héctor Cúper
Echipa preliminară de 29 de persoane a fost anunțată la 13 mai 2018. Echipa finală a fost anunțată pe 4 iunie.
| Nr. | Poz. | Jucător             | Data nașterii (vârsta) | Selecții | Goluri | Club           |
| --- | ---- | ------------------- | ---------------------- | -------- | ------ | -------------- |
| 1   | P    | Essam El-Hadary (C) | 15 ianuarie 1973       | 157      | 0      | Al-Taawoun     |
| 2   | F    | Ali Gabr            | 10 ianuarie 1989       | 20       | 1      | West Bromwich  |
| 3   | F    | Ahmed Elmohamady    | 9 septembrie 1987      | 77       | 2      | Aston Villa    |
| 4   | M    | Omar Gaber          | 30 ianuarie 1992       | 23       | 0      | Los Angeles FC |
| 5   | M    | Sam Morsy           | 10 septembrie 1991     | 4        | 0      | Wigan          |
| 6   | F    | Ahmed Hegazi        | 25 ianuarie 1991       | 44       | 1      | West Bromwich  |
| 7   | F    | Ahmed Fathy         | 10 noiembrie 1984      | 125      | 3      | Al Ahly        |
| 8   | M    | Tarek Hamed         | 24 octombrie 1988      | 20       | 0      | Zamalek        |
| 9   | A    | Marwan Mohsen       | 26 februarie 1989      | 23       | 4      | Al Ahly        |
| 10  | A    | Mohamed Salah       | 15 iunie 1992          | 57       | 33     | Liverpool      |
| 11  | A    | Kahraba             | 13 aprilie 1994        | 18       | 3      | Al-Ittihad     |
| 12  | F    | Ayman Ashraf        | 9 aprilie 1991         | 4        | 0      | Al Ahly        |
| 13  | F    | Mohamed Abdel-Shafy | 1 iulie 1985           | 50       | 1      | Al Fateh       |
| 14  | A    | Ramadan Sobhi       | 23 ianuarie 1997       | 22       | 1      | Stoke City     |
| 15  | F    | Mahmoud Hamdy       | 1 iunie 1995           | 0        | 0      | Zamalek        |
| 16  | P    | Sherif Ekramy       | 1 iulie 1983           | 22       | 0      | Al Ahly        |
| 17  | M    | Mohamed Elneny      | 11 iulie 1992          | 60       | 5      | Arsenal        |
| 18  | A    | Shikabala           | 5 martie 1986          | 29       | 2      | Al-Raed        |
| 19  | M    | Abdallah Said       | 13 iulie 1985          | 35       | 6      | KuPS           |
| 20  | F    | Saad Samir          | 1 aprilie 1989         | 11       | 0      | Al Ahly        |
| 21  | M    | Trézéguet           | 1 octombrie 1994       | 23       | 2      | Kasımpașa      |
| 22  | A    | Amr Warda           | 13 septembrie 1993     | 15       | 0      | Atromitos      |
| 23  | P    | Mohamed El-Shenawy  | 18 decembrie 1988      | 2        | 0      | Al Ahly        |

### Rusia
Antrenor: Stanislav Cherchesov
Echipa preliminară de 28 de persoane a fost anunțată la 11 mai 2018. Accidentatul Ruslan Kambolov a fost înlocuit cu Sergei Ignashevich la 14 mai 2018. Echipa finală a fost anunțată pe 3 iunie.
| Nr. | Poz. | Jucător            | Data nașterii (vârsta) | Selecții | Goluri | Club            |
| --- | ---- | ------------------ | ---------------------- | -------- | ------ | --------------- |
| 1   | P    | Igor Akinfeev (C)  | 8 aprilie 1986         | 105      | 0      | CSKA Moscova    |
| 2   | F    | Mário Fernandes    | 19 septembrie 1990     | 4        | 0      | CSKA Moscova    |
| 3   | F    | Ilya Kutepov       | 29 iulie 1993          | 6        | 0      | Spartak Moscova |
| 4   | F    | Sergei Ignashevich | 14 iulie 1979          | 121      | 8      | CSKA Moscova    |
| 5   | F    | Andrei Semyonov    | 24 martie 1989         | 6        | 0      | Grozny          |
| 6   | M    | Denis Cerîșev      | 26 decembrie 1990      | 11       | 0      | Villarreal      |
| 7   | M    | Daler Kuzyayev     | 15 ianuarie 1993       | 5        | 0      | Zenit           |
| 8   | M    | Yury Gazinsky      | 20 iulie 1989          | 5        | 0      | Krasnodar       |
| 9   | M    | Alan Dzagoev       | 17 iunie 1990          | 56       | 9      | CSKA Moscova    |
| 10  | A    | Fyodor Smolov      | 5 februarie 1990       | 31       | 12     | Krasnodar       |
| 11  | M    | Roman Zobnin       | 11 februarie 1994      | 11       | 0      | Spartak Moscova |
| 12  | P    | Andrey Lunyov      | 13 noiembrie 1991      | 3        | 0      | Zenit           |
| 13  | F    | Fyodor Kudryashov  | 5 aprilie 1987         | 18       | 0      | Rubin Kazan     |
| 14  | F    | Vladimir Granat    | 22 mai 1987            | 12       | 1      | Rubin Kazan     |
| 15  | M    | Aleksei Miranchuk  | 17 octombrie 1995      | 17       | 4      | Lokomotiv Mos.  |
| 16  | M    | Anton Miranchuk    | 17 octombrie 1995      | 5        | 0      | Lokomotiv Mos.  |
| 17  | M    | Aleksandr Golovin  | 30 mai 1996            | 18       | 2      | CSKA Moscova    |
| 18  | M    | Iuri Jirkov        | 20 august 1983         | 83       | 2      | Zenit           |
| 19  | M    | Aleksandr Samedov  | 19 iulie 1984          | 47       | 6      | Spartak Moscova |
| 20  | P    | Vladimir Gabulov   | 19 octombrie 1983      | 10       | 0      | Club Brugge     |
| 21  | M    | Aleksandr Erokhin  | 13 octombrie 1989      | 17       | 0      | Zenit           |
| 22  | A    | Artem Dzyuba       | 22 august 1988         | 23       | 11     | Arsenal Tula    |
| 23  | F    | Igor Smolnikov     | 8 august 1988          | 26       | 0      | Zenit           |

### Arabia Saudită
Antrenor:  Juan Antonio Pizzi
Echipa preliminară de 28 de persoane a fost anunțată la 17 mai 2018. Echipa finală a fost anunțată pe 4 iunie.
| Nr. | Poz. | Jucător               | Data nașterii (vârsta) | Selecții | Goluri | Club       |
| --- | ---- | --------------------- | ---------------------- | -------- | ------ | ---------- |
| 1   | P    | Abdullah Al-Mayouf    | 23 ianuarie 1987       | 10       | 0      | Al-Hilal   |
| 2   | F    | Mansoor Al-Harbi      | 19 octombrie 1987      | 39       | 1      | Al-Ahli    |
| 3   | F    | Osama Hawsawi (C)     | 31 martie 1984         | 134      | 7      | Al-Hilal   |
| 4   | F    | Ali Al-Bulaihi        | 21 noiembrie 1989      | 3        | 0      | Al-Hilal   |
| 5   | F    | Omar Hawsawi          | 27 septembrie 1985     | 41       | 3      | Al-Nassr   |
| 6   | F    | Mohammed Al-Breik     | 15 septembrie 1992     | 10       | 1      | Al-Hilal   |
| 7   | M    | Salman Al-Faraj       | 1 august 1989          | 42       | 3      | Al-Hilal   |
| 8   | M    | Yahya Al-Shehri       | 26 iunie 1990          | 56       | 8      | Al-Nassr   |
| 9   | M    | Hattan Bahebri        | 16 iulie 1992          | 4        | 0      | Al-Shabab  |
| 10  | A    | Mohammad Al-Sahlawi   | 10 ianuarie 1987       | 39       | 28     | Al-Nassr   |
| 11  | M    | Abdulmalek Al-Khaibri | 13 martie 1986         | 36       | 0      | Al-Hilal   |
| 12  | M    | Mohamed Kanno         | 22 septembrie 1994     | 6        | 1      | Al-Hilal   |
| 13  | F    | Yasser Al-Shahrani    | 25 mai 1992            | 36       | 0      | Al-Hilal   |
| 14  | M    | Abdullah Otayf        | 3 august 1992          | 15       | 1      | Al-Hilal   |
| 15  | M    | Abdullah Al-Khaibari  | 16 august 1996         | 4        | 0      | Al-Shabab  |
| 16  | M    | Housain Al-Mogahwi    | 28 ianuarie 1988       | 17       | 1      | Al-Ahli    |
| 17  | M    | Taisir Al-Jassim      | 25 iulie 1984          | 131      | 18     | Al-Ahli    |
| 18  | M    | Salem Al-Dawsari      | 19 august 1991         | 32       | 4      | Villarreal |
| 19  | A    | Fahad Al-Muwallad     | 14 septembrie 1994     | 44       | 10     | Levante    |
| 20  | A    | Muhannad Assiri       | 14 octombrie 1986      | 18       | 4      | Al-Ahli    |
| 21  | P    | Yasser Al-Mosailem    | 27 februarie 1984      | 32       | 0      | Al-Ahli    |
| 22  | P    | Mohammed Al-Owais     | 10 octombrie 1991      | 6        | 0      | Al-Ahli    |
| 23  | F    | Motaz Hawsawi         | 17 februarie 1992      | 17       | 0      | Al-Ahli    |

### Uruguay
Antrenor: Óscar Tabárez
Următorii 26 de jucători au fost numiți în echipa preliminară pentru Campionatul Mondial de Fotbal 2018 pe 15 mai 2018. Echipa finală a fost anunțată pe 2 iunie.
| Nr. | Poz. | Jucător                | Data nașterii (vârsta) | Selecții | Goluri | Club            |
| --- | ---- | ---------------------- | ---------------------- | -------- | ------ | --------------- |
| 1   | P    | Fernando Muslera       | 16 iunie 1986          | 96       | 0      | Galatasaray     |
| 2   | F    | José Giménez           | 20 ianuarie 1995       | 41       | 4      | Atlético Madrid |
| 3   | F    | Diego Godín (C)        | 16 februarie 1986      | 115      | 8      | Atlético Madrid |
| 4   | F    | Guillermo Varela       | 24 martie 1993         | 3        | 0      | Peñarol         |
| 5   | M    | Carlos Sánchez         | 2 decembrie 1984       | 35       | 1      | CF Monterrey    |
| 6   | M    | Rodrigo Bentancur      | 5 iunie 1997           | 6        | 0      | Juventus        |
| 7   | M    | Cristian Rodríguez     | 30 septembrie 1985     | 104      | 11     | Peñarol         |
| 8   | M    | Nahitan Nández         | 28 decembrie 1995      | 11       | 0      | Boca Juniors    |
| 9   | A    | Luis Suárez            | 24 ianuarie 1987       | 97       | 50     | Barcelona       |
| 10  | A    | Giorgian De Arrascaeta | 1 mai 1994             | 13       | 1      | Cruzeiro        |
| 11  | A    | Cristhian Stuani       | 10 decembrie 1986      | 40       | 5      | Girona          |
| 12  | P    | Martín Campaña         | 29 mai 1989            | 1        | 0      | Independiente   |
| 13  | F    | Gastón Silva           | 5 martie 1994          | 17       | 0      | Independiente   |
| 14  | M    | Lucas Torreira         | 11 februarie 1996      | 2        | 0      | Sampdoria       |
| 15  | M    | Matías Vecino          | 24 august 1991         | 21       | 1      | Inter Milano    |
| 16  | F    | Maxi Pereira           | 8 iunie 1984           | 124      | 3      | Porto           |
| 17  | M    | Diego Laxalt           | 7 februarie 1993       | 5        | 0      | Genoa           |
| 18  | A    | Maxi Gómez             | 14 august 1996         | 4        | 0      | Celta Vigo      |
| 19  | F    | Sebastián Coates       | 7 octombrie 1990       | 30       | 1      | Sporting        |
| 20  | A    | Jonathan Urretaviscaya | 19 martie 1990         | 4        | 0      | CF Monterrey    |
| 21  | A    | Edinson Cavani         | 14 februarie 1987      | 100      | 42     | PSG             |
| 22  | F    | Martín Cáceres         | 7 aprilie 1987         | 75       | 4      | Lazio           |
| 23  | P    | Martín Silva           | 23 martie 1983         | 11       | 0      | Vasco da Gama   |

## Grupa B

### Iran
Antrenor:  Carlos Queiroz
Grupul preliminar de 35 de persoane a fost anunțat la 13 mai 2018. Echipa preliminară de 24 de persoane a fost anunțată la 20 mai 2018. Echipa finală a fost anunțată pe 4 iunie.
| Nr. | Poz. | Jucător                  | Data nașterii (vârsta) | Selecții | Goluri | Club              |
| --- | ---- | ------------------------ | ---------------------- | -------- | ------ | ----------------- |
| 1   | P    | Alireza Beiranvand       | 21 septembrie 1992     | 21       | 0      | Persepolis FC     |
| 2   | M    | Mehdi Torabi             | 10 septembrie 1994     | 16       | 4      | Saipa FC          |
| 3   | F    | Ehsan Hajsafi            | 25 februarie 1990      | 93       | 6      | Olympiacos        |
| 4   | F    | Rouzbeh Cheshmi          | 24 iulie 1993          | 9        | 1      | Esteghlal         |
| 5   | F    | Milad Mohammadi          | 29 septembrie 1993     | 18       | 0      | Ahmat Groznîi     |
| 6   | M    | Saeid Ezatolahi          | 1 octombrie 1996       | 25       | 1      | Amkar Perm        |
| 7   | M    | Masoud Shojaei (C)       | 9 iunie 1984           | 73       | 8      | AEK Atena         |
| 8   | F    | Morteza Pouraliganji     | 19 aprilie 1992        | 26       | 2      | Al-Sadd           |
| 9   | M    | Omid Ebrahimi            | 16 septembrie 1987     | 29       | 0      | Esteghlal         |
| 10  | A    | Karim Ansarifard         | 3 aprilie 1990         | 63       | 16     | Olympiacos        |
| 11  | M    | Vahid Amiri              | 2 aprilie 1988         | 35       | 1      | Persepolis FC     |
| 12  | P    | Mohammad Rashid Mazaheri | 18 mai 1989            | 3        | 0      | Zob Ahan Isfahan  |
| 13  | F    | Mohammad Reza Khanzadeh  | 11 mai 1991            | 11       | 1      | Padideh Khorasan  |
| 14  | A    | Saman Ghoddos            | 6 septembrie 1993      | 7        | 1      | Östersunds        |
| 15  | F    | Pejman Montazeri         | 6 septembrie 1983      | 46       | 1      | Esteghlal         |
| 16  | A    | Reza Ghoochannejhad      | 20 septembrie 1987     | 42       | 17     | Heerenveen        |
| 17  | A    | Mehdi Taremi             | 18 iulie 1992          | 25       | 11     | Al-Gharafa        |
| 18  | A    | Alireza Jahanbakhsh      | 11 august 1993         | 37       | 4      | AZ Alkmaar        |
| 19  | F    | Majid Hosseini           | 20 iunie 1996          | 1        | 0      | Esteghlal         |
| 20  | A    | Sardar Azmoun            | 1 ianuarie 1995        | 32       | 23     | Rubin Kazan       |
| 21  | A    | Ashkan Dejagah           | 5 iunie 1986           | 45       | 9      | Nottingham Forest |
| 22  | P    | Amir Abedzadeh           | 26 aprilie 1993        | 1        | 0      | Marítimo          |
| 23  | F    | Ramin Rezaeian           | 21 martie 1990         | 27       | 2      | Oostende          |

### Maroc
Coach:  Hervé Renard
Echipa preliminară de 26 de persoane a fost anunțată la 17 mai 2018. Echipa finală a fost anunțată pe 4 iunie.
| Nr. | Poz. | Jucător                | Data nașterii (vârsta) | Selecții | Goluri | Club             |
| --- | ---- | ---------------------- | ---------------------- | -------- | ------ | ---------------- |
| 1   | P    | Yassine Bounou         | 5 aprilie 1991         | 10       | 0      | Girona           |
| 2   | F    | Achraf Hakimi          | 4 noiembrie 1998       | 8        | 1      | Real Madrid      |
| 3   | F    | Hamza Mendyl           | 21 octombrie 1997      | 12       | 0      | Lille            |
| 4   | F    | Manuel da Costa        | 6 mai 1986             | 26       | 1      | Basaksehir       |
| 5   | F    | Mehdi Benatia (C)      | 17 aprilie 1987        | 55       | 2      | Juventus         |
| 6   | F    | Romain Saïss           | 26 martie 1990         | 22       | 1      | Wolves           |
| 7   | M    | Hakim Ziyech           | 19 martie 1993         | 16       | 8      | Ajax             |
| 8   | M    | Karim El Ahmadi        | 27 ianuarie 1985       | 49       | 1      | Feyenoord        |
| 9   | A    | Ayoub El Kaabi         | 26 iunie 1993          | 8        | 10     | RS Berkane       |
| 10  | M    | Younès Belhanda        | 25 februarie 1990      | 45       | 3      | Galatasaray      |
| 11  | M    | Fayçal Fajr            | 1 august 1988          | 22       | 2      | Getafe           |
| 12  | P    | Munir Mohamedi         | 10 mai 1989            | 26       | 0      | Numancia         |
| 13  | A    | Khalid Boutaïb         | 24 aprilie 1987        | 16       | 7      | Yeni Malatyaspor |
| 14  | M    | Mbark Boussoufa        | 15 august 1984         | 57       | 7      | Al Jazira Club   |
| 15  | M    | Youssef Aït Bennasser  | 7 iulie 1996           | 12       | 0      | Caen             |
| 16  | M    | Nordin Amrabat         | 31 martie 1987         | 42       | 4      | Leganés          |
| 17  | F    | Nabil Dirar            | 25 februarie 1986      | 34       | 3      | Fenerbahçe       |
| 18  | M    | Amine Harit            | 18 iunie 1997          | 4        | 0      | Schalke 04       |
| 19  | A    | Youssef En-Nesyri      | 1 iunie 1997           | 15       | 1      | Málaga           |
| 20  | A    | Aziz Bouhaddouz        | 29 ianuarie 1987       | 14       | 3      | St. Pauli        |
| 21  | M    | Sofyan Amrabat         | 21 august 1996         | 5        | 0      | Feyenoord        |
| 22  | P    | Ahmed Reda Tagnaouti   | 5 aprilie 1996         | 2        | 0      | IR Tanger        |
| 23  | M    | Mehdi Carcela-González | 1 iulie 1989           | 19       | 1      | Standard Liège   |

### Portugalia
Antrenor: Fernando Santos
Echipa preliminară de 35 de persoane a fost anunțată la 14 mai 2018. Echipa finală a fost anunțată la 17 mai 2018.
| Nr. | Poz. | Jucător               | Data nașterii (vârsta) | Selecții | Goluri | Club                                                  |
| --- | ---- | --------------------- | ---------------------- | -------- | ------ | ----------------------------------------------------- |
| 1   | P    | Rui Patrício          | 15 februarie 1988      | 68       | 0      | Sporting                                              |
| 2   | F    | Bruno Alves           | 27 noiembrie 1981      | 95       | 11     | Rangers                                               |
| 3   | F    | Pepe                  | 26 februarie 1983      | 94       | 5      | Beșiktaș                                              |
| 4   | M    | Manuel Fernandes      | 5 februarie 1986       | 14       | 3      | Lokomotiv Mos.                                        |
| 5   | F    | Raphaël Guerreiro     | 22 decembrie 1993      | 23       | 2      | Dortmund                                              |
| 6   | F    | José Fonte            | 22 decembrie 1983      | 30       | 0      | Dalian Aerbin                                         |
| 7   | A    | Cristiano Ronaldo (C) | 5 februarie 1985       | 149      | 81     | Real Madrid                                           |
| 8   | M    | João Moutinho         | 8 septembrie 1986      | 109      | 7      | Monaco                                                |
| 9   | A    | André Silva           | 6 noiembrie 1995       | 22       | 12     | Milan                                                 |
| 10  | M    | João Mário            | 19 ianuarie 1993       | 35       | 2      | West Ham                                              |
| 11  | M    | Bernardo Silva        | 10 august 1994         | 24       | 2      | Manchester City                                       |
| 12  | P    | Anthony Lopes         | 1 octombrie 1990       | 7        | 0      | Lyon                                                  |
| 13  | F    | Rúben Dias            | 14 mai 1997            | 1        | 0      | Benfica                                               |
| 14  | M    | William Carvalho      | 7 aprilie 1992         | 42       | 2      | Sporting                                              |
| 15  | F    | Ricardo Pereira       | 6 octombrie 1993       | 4        | 0      | Porto                                                 |
| 16  | M    | Bruno Fernandes       | 8 septembrie 1994      | 5        | 0      | Sporting                                              |
| 17  | A    | Gonçalo Guedes        | 29 noiembrie 1996      | 9        | 1      | Valencia                                              |
| 18  | A    | Gelson Martins        | 11 mai 1995            | 18       | 0      | Sporting                                              |
| 19  | F    | Mário Rui             | 27 mai 1991            | 3        | 0      | Napoli                                                |
| 20  | A    | Ricardo Quaresma      | 26 septembrie 1983     | 76       | 9      | Beșiktaș                                              |
| 21  | F    | Cédric                | 31 august 1991         | 28       | 1      | Southampton                                           |
| 22  | P    | Beto                  | 1 iunie 1982           | 14       | 0      | Fișier:600px Flag club Göztepe SK 1925.png Göztepe⁠(d) |
| 23  | M    | Adrien Silva          | 15 martie 1989         | 22       | 1      | Leicester                                             |

### Spania
Antrenor: Julen Lopetegui
Echipa finală a fost anunțată la 21 mai 2018.
| Nr. | Poz. | Jucător           | Data nașterii (vârsta) | Selecții | Goluri | Club              |
| --- | ---- | ----------------- | ---------------------- | -------- | ------ | ----------------- |
| 1   | P    | David de Gea      | 7 noiembrie 1990       | 28       | 0      | Manchester United |
| 2   | F    | Dani Carvajal     | 11 ianuarie 1992       | 15       | 0      | Real Madrid       |
| 3   | F    | Gerard Piqué      | 2 februarie 1987       | 97       | 5      | Barcelona         |
| 4   | F    | Nacho             | 18 ianuarie 1990       | 16       | 0      | Real Madrid       |
| 5   | M    | Sergio Busquets   | 16 iulie 1988          | 102      | 2      | Barcelona         |
| 6   | M    | Andrés Iniesta    | 11 mai 1984            | 126      | 14     | Barcelona         |
| 7   | M    | Saúl              | 21 noiembrie 1994      | 10       | 0      | Atlético Madrid   |
| 8   | M    | Koke              | 8 ianuarie 1992        | 39       | 0      | Atlético Madrid   |
| 9   | A    | Rodrigo           | 6 martie 1991          | 5        | 2      | Valencia          |
| 10  | M    | Thiago            | 11 aprilie 1991        | 28       | 2      | Bayern            |
| 11  | A    | Lucas Vázquez     | 1 iulie 1991           | 6        | 0      | Real Madrid       |
| 12  | F    | Álvaro Odriozola  | 14 decembrie 1995      | 3        | 1      | Real Sociedad     |
| 13  | P    | Kepa Arrizabalaga | 3 octombrie 1994       | 1        | 0      | Athletic Bilbao   |
| 14  | F    | César Azpilicueta | 28 august 1989         | 22       | 0      | Chelsea           |
| 15  | F    | Sergio Ramos (C)  | 30 martie 1986         | 151      | 13     | Real Madrid       |
| 16  | F    | Nacho Monreal     | 26 februarie 1986      | 22       | 1      | Arsenal           |
| 17  | A    | Iago Aspas        | 1 august 1987          | 9        | 4      | Celta Vigo        |
| 18  | F    | Jordi Alba        | 21 martie 1989         | 61       | 8      | Barcelona         |
| 19  | A    | Diego Costa       | 7 octombrie 1988       | 19       | 7      | Atlético Madrid   |
| 20  | M    | Marco Asensio     | 21 ianuarie 1996       | 11       | 0      | Real Madrid       |
| 21  | A    | David Silva       | 8 ianuarie 1986        | 120      | 35     | Manchester City   |
| 22  | M    | Isco              | 21 aprilie 1992        | 27       | 10     | Real Madrid       |
| 23  | P    | Pepe Reina        | 31 august 1982         | 36       | 0      | Napoli            |

## Grupa C

### Australia
Antrenor:  Bert van Marwijk
O echipă preliminară de 32 de persoane a fost anunțată la 6 mai 2018. Echipa a fost redusă la 26 de jucători pe 14 mai, apoi extins la 27 de jucători pe 28 mai. Echipa finală a fost anunțată pe 3 iunie.
| Nr. | Poz. | Jucător          | Data nașterii (vârsta) | Selecții | Goluri | Club                     |
| --- | ---- | ---------------- | ---------------------- | -------- | ------ | ------------------------ |
| 1   | P    | Mathew Ryan      | 8 aprilie 1992         | 43       | 0      | Brighton                 |
| 2   | F    | Milos Degenek    | 28 aprilie 1994        | 18       | 0      | Yokohama F. Marinos      |
| 3   | F    | James Meredith   | 5 aprilie 1988         | 2        | 0      | Millwall                 |
| 4   | A    | Tim Cahill       | 6 decembrie 1979       | 105      | 50     | Millwall                 |
| 5   | F    | Mark Milligan    | 4 august 1985          | 70       | 6      | Al-Ahli                  |
| 6   | F    | Matthew Jurman   | 8 decembrie 1989       | 4        | 0      | Suwon Samsung Bluewings  |
| 7   | A    | Mathew Leckie    | 4 februarie 1991       | 52       | 8      | Hertha Berlin            |
| 8   | M    | Massimo Luongo   | 25 septembrie 1992     | 35       | 5      | QPR                      |
| 9   | A    | Tomi Juric       | 22 iulie 1991          | 34       | 8      | Luzern                   |
| 10  | A    | Robbie Kruse     | 5 octombrie 1988       | 63       | 5      | Bochum                   |
| 11  | A    | Andrew Nabbout   | 17 decembrie 1992      | 3        | 1      | Urawa Reds               |
| 12  | P    | Brad Jones       | 19 martie 1982         | 5        | 0      | Feyenoord                |
| 13  | M    | Aaron Mooy       | 15 septembrie 1990     | 33       | 5      | Huddersfield             |
| 14  | A    | Jamie Maclaren   | 29 iulie 1993          | 6        | 0      | Hibernian                |
| 15  | M    | Mile Jedinak (C) | 3 august 1984          | 75       | 18     | Aston Villa              |
| 16  | F    | Aziz Behich      | 16 decembrie 1990      | 22       | 2      | Bursaspor                |
| 17  | A    | Daniel Arzani    | 4 ianuarie 1999        | 1        | 0      | Melbourne City FC        |
| 18  | P    | Danny Vukovic    | 27 martie 1985         | 1        | 0      | Genk                     |
| 19  | F    | Josh Risdon      | 27 iulie 1992          | 7        | 0      | Western Sydney Wanderers |
| 20  | F    | Trent Sainsbury  | 5 ianuarie 1992        | 34       | 3      | Grasshopper              |
| 21  | A    | Dimitri Petratos | 10 noiembrie 1992      | 2        | 0      | Newcastle Jets           |
| 22  | M    | Jackson Irvine   | 7 martie 1993          | 18       | 2      | Hull City                |
| 23  | M    | Tom Rogic        | 16 decembrie 1992      | 36       | 7      | Celtic                   |

### Danemarca
Antrenor:  Åge Hareide
O echipă preliminară de 35 de persoane a fost anunțată la 14 mai 2018. Echipa a fost redusă la 27 de jucători pe 27 mai. Echipa finală a fost anunțată pe 3 iunie.
| Nr. | Poz. | Jucător             | Data nașterii (vârsta) | Selecții | Goluri | Club              |
| --- | ---- | ------------------- | ---------------------- | -------- | ------ | ----------------- |
| 1   | P    | Kasper Schmeichel   | 5 noiembrie 1986       | 34       | 0      | Leicester         |
| 2   | M    | Michael Krohn-Dehli | 6 iunie 1983           | 58       | 6      | La Coruña         |
| 3   | F    | Jannik Vestergaard  | 3 august 1992          | 16       | 1      | M'gladbach        |
| 4   | F    | Simon Kjær (C)      | 26 martie 1989         | 77       | 3      | Sevilla           |
| 5   | F    | Jonas Knudsen       | 16 septembrie 1992     | 3        | 0      | Ipswich           |
| 6   | F    | Andreas Christensen | 10 aprilie 1996        | 15       | 1      | Chelsea           |
| 7   | M    | William Kvist       | 24 februarie 1985      | 79       | 2      | Copenhaga         |
| 8   | M    | Thomas Delaney      | 3 septembrie 1991      | 26       | 4      | Werder Bremen     |
| 9   | A    | Nicolai Jørgensen   | 15 ianuarie 1991       | 30       | 8      | Feyenoord         |
| 10  | M    | Christian Eriksen   | 14 februarie 1992      | 77       | 21     | Ajax Cape Town    |
| 11  | A    | Martin Braithwaite  | 5 iunie 1991           | 19       | 1      | Bordeaux          |
| 12  | A    | Kasper Dolberg      | 6 octombrie 1997       | 5        | 1      | Ajax              |
| 13  | F    | Mathias Jørgensen   | 23 aprilie 1990        | 12       | 0      | Huddersfield      |
| 14  | F    | Henrik Dalsgaard    | 27 iulie 1989          | 10       | 0      | Brentford         |
| 15  | A    | Viktor Fischer      | 9 iunie 1994           | 18       | 3      | Copenhaga         |
| 16  | P    | Jonas Lössl         | 1 februarie 1989       | 1        | 0      | Huddersfield Town |
| 17  | F    | Jens Stryger Larsen | 21 februarie 1991      | 12       | 1      | Udinese           |
| 18  | M    | Lukas Lerager       | 12 iulie 1993          | 3        | 0      | Bordeaux          |
| 19  | M    | Lasse Schöne        | 27 mai 1986            | 35       | 3      | Ajax              |
| 20  | A    | Yussuf Poulsen      | 15 iunie 1994          | 27       | 3      | Leipzig           |
| 21  | A    | Andreas Cornelius   | 16 martie 1993         | 18       | 4      | Atalanta Bergamo  |
| 22  | P    | Frederik Rønnow     | 4 august 1992          | 6        | 0      | Brøndby           |
| 23  | A    | Pione Sisto         | 4 februarie 1995       | 13       | 1      | Celta Vigo        |

### Franța
Antrenor: Didier Deschamps
Echipa finală a fost anunțată la 17 mai 2018.
| Nr. | Poz. | Jucător           | Data nașterii (vârsta) | Selecții | Goluri | Club              |
| --- | ---- | ----------------- | ---------------------- | -------- | ------ | ----------------- |
| 1   | P    | Hugo Lloris (C)   | 26 decembrie 1986      | 96       | 0      | Tottenham         |
| 2   | F    | Benjamin Pavard   | 28 martie 1996         | 3        | 0      | Stuttgart         |
| 3   | F    | Presnel Kimpembe  | 13 august 1995         | 1        | 0      | PSG               |
| 4   | F    | Raphaël Varane    | 25 aprilie 1993        | 41       | 2      | Real Madrid       |
| 5   | F    | Samuel Umtiti     | 14 noiembrie 1993      | 16       | 1      | Barcelona         |
| 6   | M    | Paul Pogba        | 15 martie 1993         | 51       | 9      | Manchester United |
| 7   | A    | Antoine Griezmann | 21 martie 1991         | 51       | 19     | Atlético Madrid   |
| 8   | A    | Thomas Lemar      | 12 noiembrie 1995      | 10       | 3      | Monaco            |
| 9   | A    | Olivier Giroud    | 30 septembrie 1986     | 71       | 30     | Chelsea           |
| 10  | A    | Kylian Mbappé     | 20 decembrie 1998      | 12       | 3      | PSG               |
| 11  | A    | Ousmane Dembélé   | 15 mai 1997            | 9        | 1      | Barcelona         |
| 12  | M    | Corentin Tolisso  | 3 august 1994          | 6        | 0      | Bayern            |
| 13  | M    | N'Golo Kanté      | 29 martie 1991         | 22       | 1      | Chelsea           |
| 14  | M    | Blaise Matuidi    | 9 aprilie 1987         | 64       | 9      | Juventus          |
| 15  | M    | Steven Nzonzi     | 15 decembrie 1988      | 2        | 0      | Sevilla           |
| 16  | P    | Steve Mandanda    | 28 martie 1985         | 26       | 0      | Marseille         |
| 17  | F    | Adil Rami         | 27 decembrie 1985      | 33       | 1      | Marseille         |
| 18  | A    | Nabil Fekir       | 18 iulie 1993          | 10       | 1      | Lyon              |
| 19  | F    | Djibril Sidibé    | 29 iulie 1992          | 15       | 1      | Monaco            |
| 20  | A    | Florian Thauvin   | 26 ianuarie 1993       | 3        | 0      | Marseille         |
| 21  | F    | Lucas Hernández   | 14 februarie 1996      | 2        | 0      | Atlético Madrid   |
| 22  | F    | Benjamin Mendy    | 17 iulie 1994          | 4        | 0      | Manchester City   |
| 23  | P    | Alphonse Areola   | 27 februarie 1993      | 0        | 0      | PSG               |

### Peru
Antrenor:  Ricardo Gareca
O echipă preliminară de 24 de persoane a fost anunțată la 16 mai 2018. Echipa finală a fost anunțată inițial pe 30 mai, dar a fost extins la 24 de jucători pe 31 mai după suspendarea suspendării lui José Paolo Guerrero. Echipa finală a fost anunțată pe 4 iunie.
| Nr. | Poz. | Jucător                 | Data nașterii (vârsta) | Selecții | Goluri | Club                             |
| --- | ---- | ----------------------- | ---------------------- | -------- | ------ | -------------------------------- |
| 1   | P    | Pedro Gallese           | 23 februarie 1990      | 37       | 0      | Tiburones Rojos de Veracruz      |
| 2   | F    | Alberto Rodríguez       | 31 martie 1984         | 58       | 0      | Atlético Junior                  |
| 3   | F    | Aldo Corzo              | 20 mai 1989            | 25       | 0      | Universitario                    |
| 4   | F    | Anderson Santamaría     | 10 ianuarie 1992       | 3        | 0      | Club Puebla                      |
| 5   | F    | Miguel Araujo           | 24 octombrie 1994      | 7        | 0      | Alianza Lima                     |
| 6   | F    | Miguel Trauco           | 25 august 1992         | 26       | 0      | Flamengo                         |
| 7   | M    | Paolo Hurtado           | 27 iulie 1990          | 31       | 3      | Vitoria Guimaraes                |
| 8   | M    | Christian Cueva         | 23 noiembrie 1991      | 43       | 8      | Sao Paulo                        |
| 9   | A    | José Paolo Guerrero (C) | 1 ianuarie 1984        | 87       | 34     | Flamengo                         |
| 10  | A    | Jefferson Farfán        | 26 octombrie 1984      | 83       | 25     | Lokomotiv Mos.                   |
| 11  | A    | Raúl Ruidíaz            | 25 iulie 1990          | 30       | 4      | Monarcas Morelia                 |
| 12  | P    | Carlos Cáceda           | 27 septembrie 1991     | 4        | 0      | Deportivo Municipal              |
| 13  | M    | Renato Tapia            | 28 iulie 1995          | 22       | 1      | Feyenoord                        |
| 14  | M    | Andy Polo               | 29 septembrie 1994     | 16       | 1      | Portland Timbers                 |
| 15  | F    | Christian Ramos         | 4 noiembrie 1988       | 65       | 3      | Tiburones Rojos de Veracruz      |
| 16  | M    | Wilder Cartagena        | 23 septembrie 1994     | 3        | 0      | Tiburones Rojos de Veracruz      |
| 17  | F    | Luis Advíncula          | 2 martie 1990          | 64       | 0      | Lobos BUAP                       |
| 18  | A    | André Carrillo          | 14 iunie 1991          | 44       | 5      | Watford                          |
| 19  | M    | Yoshimar Yotún          | 7 aprilie 1990         | 72       | 2      | Orlando City SC                  |
| 20  | A    | Edison Flores           | 14 mai 1994            | 28       | 9      | Aalborg                          |
| 21  | P    | José Carvallo           | 1 martie 1986          | 6        | 0      | Universidad Técnica de Cajamarca |
| 22  | F    | Nilson Loyola           | 26 octombrie 1994      | 3        | 0      | FBC Melgar                       |
| 23  | M    | Pedro Aquino            | 13 aprilie 1995        | 12       | 0      | Lobos BUAP                       |

## Grupa D

### Argentina
Antrenor: Jorge Sampaoli
Echipa preliminară de 35 de persoane a fost anunțată la 14 mai 2018. Echipa finală a fost anunțată la 21 mai 2018. Accidentatul Sergio Romero a fost înlocuit cu Nahuel Guzmán pe 23 mai 2018. Accidentatul Manuel Lanzini a fost schimbat cu Enzo Pérez pe 9 iunie.
| Nr. | Poz. | Jucător            | Data nașterii (vârsta) | Selecții | Goluri | Club                |
| --- | ---- | ------------------ | ---------------------- | -------- | ------ | ------------------- |
| 1   | P    | Nahuel Guzmán      | 10 februarie 1986      | 6        | 0      | UANL                |
| 2   | F    | Gabriel Mercado    | 18 martie 1987         | 20       | 3      | Sevilla             |
| 3   | F    | Nicolás Tagliafico | 31 august 1992         | 3        | 0      | Ajax                |
| 4   | F    | Cristian Ansaldi   | 20 septembrie 1986     | 5        | 0      | Torino              |
| 5   | M    | Lucas Biglia       | 30 ianuarie 1986       | 36       | 1      | Milan               |
| 6   | F    | Federico Fazio     | 30 ianuarie 1987       | 8        | 1      | Roma                |
| 7   | M    | Éver Banega        | 29 iunie 1988          | 61       | 6      | Sevilla             |
| 8   | F    | Marcos Acuña       | 28 octombrie 1991      | 9        | 0      | Sporting            |
| 9   | A    | Gonzalo Higuaín    | 10 decembrie 1987      | 70       | 31     | Juventus            |
| 10  | A    | Lionel Messi (C)   | 24 iunie 1987          | 123      | 61     | Barcelona           |
| 11  | M    | Ángel Di María     | 21 mai 1988            | 93       | 19     | PSG                 |
| 12  | P    | Franco Armani      | 16 octombrie 1986      | 0        | 0      | River Plate         |
| 13  | M    | Maximiliano Meza   | 15 ianuarie 1992       | 1        | 0      | Independiente       |
| 14  | M    | Javier Mascherano  | 8 iunie 1984           | 142      | 3      | Hebei China Fortune |
| 15  | M    | Enzo Pérez         | 22 februarie 1986      | 23       | 1      | River Plate         |
| 16  | F    | Marcos Rojo        | 28 noiembrie 1990      | 55       | 2      | Manchester United   |
| 17  | F    | Nicolás Otamendi   | 5 iulie 1988           | 53       | 4      | Manchester City     |
| 18  | M    | Eduardo Salvio     | 13 iulie 1990          | 8        | 0      | Benfica             |
| 19  | A    | Sergio Agüero      | 2 iunie 1988           | 84       | 36     | Manchester City     |
| 20  | M    | Giovani Lo Celso   | 9 aprilie 1996         | 4        | 0      | PSG                 |
| 21  | A    | Paulo Dybala       | 15 noiembrie 1993      | 12       | 0      | Juventus            |
| 22  | M    | Cristian Pavón     | 21 ianuarie 1996       | 4        | 0      | Boca Juniors        |
| 23  | P    | Willy Caballero    | 28 septembrie 1981     | 2        | 0      | Chelsea             |

### Croația
Antrenor: Zlatko Dalić
Echipa preliminară de 32 de persoane a fost anunțată la 14 mai 2018. Echipa a fost redusă la 24 de jucători la 21 mai 2018. Echipa finală a fost anunțată pe 4 iunie.
| Nr. | Poz. | Jucător           | Data nașterii (vârsta) | Selecții | Goluri | Club                |
| --- | ---- | ----------------- | ---------------------- | -------- | ------ | ------------------- |
| 1   | P    | Dominik Livaković | 9 ianuarie 1995        | 1        | 0      | Dinamo Zagreb       |
| 2   | F    | Šime Vrsaljko     | 10 ianuarie 1992       | 35       | 0      | Atlético Madrid     |
| 3   | F    | Ivan Strinić      | 17 iulie 1987          | 42       | 0      | Sampdoria           |
| 4   | A    | Ivan Perišić      | 2 februarie 1989       | 65       | 17     | Inter Milano        |
| 5   | F    | Vedran Ćorluka    | 5 februarie 1986       | 98       | 4      | Lokomotiv Mos.      |
| 6   | F    | Dejan Lovren      | 5 iulie 1989           | 38       | 2      | Liverpool           |
| 7   | M    | Ivan Rakitić      | 10 martie 1988         | 91       | 14     | Barcelona           |
| 8   | M    | Mateo Kovačić     | 6 mai 1994             | 40       | 1      | Real Madrid         |
| 9   | A    | Andrej Kramarić   | 19 iunie 1991          | 30       | 8      | Hoffenheim          |
| 10  | M    | Luka Modrić (C)   | 9 septembrie 1985      | 105      | 12     | Real Madrid         |
| 11  | M    | Marcelo Brozović  | 16 noiembrie 1992      | 34       | 6      | Inter Milano        |
| 12  | P    | Lovre Kalinić     | 3 aprilie 1990         | 10       | 0      | Gent                |
| 13  | F    | Tin Jedvaj        | 28 noiembrie 1995      | 11       | 0      | Leverkusen          |
| 14  | M    | Filip Bradarić    | 11 ianuarie 1992       | 4        | 0      | HNK Rijeka          |
| 15  | F    | Duje Ćaleta-Car   | 17 septembrie 1996     | 1        | 0      | Salzburg            |
| 16  | A    | Nikola Kalinić    | 5 ianuarie 1988        | 41       | 15     | Milan               |
| 17  | A    | Mario Mandžukić   | 21 mai 1986            | 82       | 30     | Juventus            |
| 18  | A    | Ante Rebić        | 21 septembrie 1993     | 15       | 1      | Eintracht Frankfurt |
| 19  | M    | Milan Badelj      | 25 februarie 1989      | 37       | 1      | Fiorentina          |
| 20  | A    | Marko Pjaca       | 6 mai 1995             | 16       | 1      | Schalke 04          |
| 21  | F    | Domagoj Vida      | 29 aprilie 1989        | 58       | 2      | Beșiktaș            |
| 22  | F    | Josip Pivarić     | 30 ianuarie 1989       | 19       | 0      | Dinamo Kiev         |
| 23  | P    | Danijel Subašić   | 27 octombrie 1984      | 37       | 0      | Monaco              |

### Islanda
Antrenor: Heimir Hallgrímsson
Echipa finală a fost anunțată la 11 mai 2018.
| Nr. | Poz. | Jucător                    | Data nașterii (vârsta) | Selecții | Goluri | Club         |
| --- | ---- | -------------------------- | ---------------------- | -------- | ------ | ------------ |
| 1   | P    | Hannes Þór Halldórsson     | 27 aprilie 1984        | 48       | 0      | Randers      |
| 2   | F    | Birkir Már Sævarsson       | 11 noiembrie 1984      | 78       | 1      | Valur        |
| 3   | F    | Samúel Friðjónsson         | 22 februarie 1996      | 3        | 0      | Valerenga    |
| 4   | A    | Albert Guðmundsson         | 15 iunie 1997          | 4        | 3      | PSV          |
| 5   | F    | Sverrir Ingi Ingason       | 5 august 1993          | 18       | 3      | Rostov       |
| 6   | F    | Ragnar Sigurðsson          | 19 iunie 1986          | 75       | 3      | Rostov       |
| 7   | M    | Jóhann Berg Guðmundsson    | 27 octombrie 1990      | 65       | 7      | Burnley      |
| 8   | M    | Birkir Bjarnason           | 27 mai 1988            | 65       | 9      | Aston Villa  |
| 9   | A    | Björn Bergmann Sigurðarson | 26 februarie 1991      | 10       | 1      | Rostov       |
| 10  | M    | Gylfi Sigurðsson           | 8 septembrie 1989      | 55       | 18     | Everton      |
| 11  | A    | Alfreð Finnbogason         | 1 februarie 1989       | 45       | 11     | Augsburg     |
| 12  | P    | Frederik Schram            | 19 ianuarie 1995       | 3        | 0      | Roskilde     |
| 13  | P    | Rúnar Alex Rúnarsson       | 18 februarie 1995      | 3        | 0      | Nordsjælland |
| 14  | F    | Kári Árnason               | 13 octombrie 1982      | 65       | 4      | Aberdeen     |
| 15  | F    | Hólmar Örn Eyjólfsson      | 6 august 1990          | 9        | 1      | Levski Sofia |
| 16  | M    | Ólafur Ingi Skúlason       | 1 aprilie 1983         | 35       | 1      | Karabükspor  |
| 17  | M    | Aron Gunnarsson (C)        | 22 aprilie 1989        | 77       | 2      | Cardiff      |
| 18  | F    | Hörður Björgvin Magnússon  | 11 februarie 1993      | 15       | 2      | Bristol City |
| 19  | M    | Rúrik Gíslason             | 25 februarie 1988      | 45       | 3      | Sandhausen   |
| 20  | M    | Emil Hallfreðsson          | 29 iunie 1984          | 62       | 1      | Udinese      |
| 21  | M    | Arnór Ingvi Traustason     | 30 aprilie 1993        | 18       | 5      | Malmö        |
| 22  | A    | Jón Daði Böðvarsson        | 25 mai 1992            | 36       | 2      | Reading      |
| 23  | F    | Ari Freyr Skúlason         | 14 mai 1987            | 54       | 0      | Lokeren      |

### Nigeria
Coach:  Gernot Rohr
Echipa preliminară de 30 de persoane a fost anunțată la 14 mai 2018. Echipa a fost redusă la 29 de jucători pe 27 mai, cu Moses Simon accidentat, apoi la 25 de jucători pe 30 mai. Echipa finală a fost anunțată pe 3 iunie.
| Nr. | Poz. | Jucător              | Data nașterii (vârsta) | Selecții | Goluri | Club                     |
| --- | ---- | -------------------- | ---------------------- | -------- | ------ | ------------------------ |
| 1   | P    | Ikechukwu Ezenwa     | 16 octombrie 1988      | 24       | 0      | Enyimba International FC |
| 2   | F    | Brian Idowu          | 18 mai 1992            | 4        | 1      | Amkar Perm               |
| 3   | F    | Elderson Echiéjilé   | 20 ianuarie 1988       | 61       | 3      | Cercle Brugge            |
| 4   | M    | Wilfred Ndidi        | 16 decembrie 1996      | 16       | 0      | Leicester                |
| 5   | F    | William Troost-Ekong | 1 septembrie 1993      | 21       | 1      | Bursaspor                |
| 6   | F    | Leon Balogun         | 28 iunie 1988          | 18       | 0      | Mainz 05                 |
| 7   | A    | Ahmed Musa           | 14 octombrie 1992      | 71       | 13     | CSKA Moscova             |
| 8   | M    | Oghenekaro Etebo     | 9 noiembrie 1995       | 14       | 1      | Las Palmas               |
| 9   | A    | Odion Ighalo         | 16 iunie 1989          | 18       | 4      | Changchun Yatai          |
| 10  | M    | John Obi Mikel (C)   | 22 aprilie 1987        | 84       | 6      | Tianjin TEDA             |
| 11  | A    | Victor Moses         | 12 decembrie 1990      | 33       | 11     | Chelsea                  |
| 12  | F    | Shehu Abdullahi      | 12 martie 1993         | 24       | 0      | Bursaspor                |
| 13  | A    | Simeon Nwankwo       | 7 mai 1992             | 1        | 0      | Crotone                  |
| 14  | A    | Kelechi Iheanacho    | 10 martie 1996         | 17       | 8      | Leicester                |
| 15  | M    | Joel Obi             | 22 mai 1991            | 17       | 0      | Torino                   |
| 16  | P    | Daniel Akpeyi        | 8 martie 1986          | 7        | 0      | Chippa United            |
| 17  | M    | Ogenyi Onazi         | 25 decembrie 1992      | 52       | 1      | Trabzonspor              |
| 18  | A    | Alex Iwobi           | 3 mai 1996             | 18       | 5      | Arsenal                  |
| 19  | M    | John Ogu             | 20 aprilie 1988        | 19       | 2      | Hapoel Be'er Sheva       |
| 20  | F    | Chidozie Awaziem     | 1 ianuarie 1997        | 4        | 0      | Nantes                   |
| 21  | F    | Tyronne Ebuehi       | 16 decembrie 1995      | 6        | 0      | Den Haag                 |
| 22  | F    | Kenneth Omeruo       | 17 octombrie 1993      | 39       | 0      | Kasımpașa                |
| 23  | P    | Francis Uzoho        | 28 octombrie 1998      | 5        | 0      | Deportivo Fabril         |

## Grupa E

### Brazilia
Antrenor: Tite
Echipa finală a fost anunțată la 14 mai 2018.
| Nr. | Poz. | Jucător           | Data nașterii (vârsta) | Selecții | Goluri | Club            |
| --- | ---- | ----------------- | ---------------------- | -------- | ------ | --------------- |
| 1   | P    | Alisson           | 2 octombrie 1992       | 25       | 0      | Roma            |
| 2   | F    | Thiago Silva      | 22 septembrie 1984     | 70       | 5      | PSG             |
| 3   | F    | Miranda           | 7 septembrie 1984      | 46       | 2      | Inter Milano    |
| 4   | F    | Pedro Geromel     | 21 septembrie 1985     | 2        | 0      | Gremio          |
| 5   | M    | Casemiro          | 23 februarie 1992      | 23       | 0      | Real Madrid     |
| 6   | F    | Filipe Luís       | 9 august 1985          | 32       | 2      | Atlético Madrid |
| 7   | A    | Douglas Costa     | 14 septembrie 1990     | 24       | 3      | Juventus        |
| 8   | M    | Renato Augusto    | 8 februarie 1988       | 28       | 5      | Beijing Guoan   |
| 9   | A    | Gabriel Jesus     | 3 aprilie 1997         | 16       | 9      | Manchester City |
| 10  | A    | Neymar            | 5 februarie 1992       | 84       | 54     | PSG             |
| 11  | M    | Philippe Coutinho | 12 iunie 1992          | 36       | 9      | Barcelona       |
| 12  | F    | Marcelo           | 12 mai 1988            | 53       | 6      | Real Madrid     |
| 13  | F    | Marquinhos        | 14 mai 1994            | 25       | 0      | PSG             |
| 14  | F    | Danilo            | 15 iulie 1991          | 17       | 0      | Manchester City |
| 15  | M    | Paulinho          | 25 iulie 1988          | 49       | 12     | Barcelona       |
| 16  | P    | Cássio            | 6 iunie 1987           | 1        | 0      | Corinthians     |
| 17  | M    | Fernandinho       | 4 mai 1985             | 43       | 2      | Manchester City |
| 18  | M    | Fred              | 5 martie 1993          | 8        | 0      | Șahtior Donețsk |
| 19  | M    | Willian           | 9 august 1988          | 56       | 8      | Chelsea         |
| 20  | A    | Roberto Firmino   | 2 octombrie 1991       | 20       | 6      | Liverpool       |
| 21  | A    | Taison            | 13 ianuarie 1988       | 7        | 1      | Șahtior Donețsk |
| 22  | F    | Fagner            | 11 iunie 1989          | 4        | 0      | Corinthians     |
| 23  | P    | Ederson           | 17 august 1993         | 1        | 0      | Manchester City |

### Costa Rica
Antrenor: Óscar Ramírez
Echipa finală a fost anunțată la 14 mai 2018.
| Nr. | Poz. | Jucător            | Data nașterii (vârsta) | Selecții | Goluri | Club                |
| --- | ---- | ------------------ | ---------------------- | -------- | ------ | ------------------- |
| 1   | P    | Keylor Navas       | 15 decembrie 1986      | 79       | 0      | Real Madrid         |
| 2   | F    | Johnny Acosta      | 21 iulie 1983          | 68       | 2      | Águilas Doradas     |
| 3   | F    | Giancarlo González | 8 februarie 1988       | 68       | 2      | Bologna             |
| 4   | F    | Ian Smith          | 6 martie 1998          | 2        | 0      | Norrköping          |
| 5   | M    | Celso Borges       | 27 mai 1988            | 111      | 21     | La Coruña           |
| 6   | F    | Óscar Duarte       | 3 iunie 1989           | 38       | 2      | Espanyol            |
| 7   | M    | Christian Bolaños  | 17 mai 1984            | 79       | 6      | Deportivo Saprissa  |
| 8   | F    | Bryan Oviedo       | 18 februarie 1990      | 42       | 1      | Sunderland          |
| 9   | M    | Daniel Colindres   | 10 ianuarie 1985       | 11       | 0      | Deportivo Saprissa  |
| 10  | M    | Bryan Ruiz (C)     | 18 august 1985         | 109      | 23     | Sporting            |
| 11  | A    | Johan Venegas      | 27 noiembrie 1988      | 45       | 10     | Deportivo Saprissa  |
| 12  | A    | Joel Campbell      | 26 iunie 1992          | 75       | 15     | Betis               |
| 13  | M    | Rodney Wallace     | 17 iunie 1988          | 30       | 4      | New York City FC    |
| 14  | M    | Randall Azofeifa   | 30 decembrie 1984      | 57       | 3      | C.S. Herediano      |
| 15  | F    | Francisco Calvo    | 8 iulie 1992           | 36       | 4      | Minnesota United    |
| 16  | F    | Cristian Gamboa    | 24 octombrie 1989      | 66       | 3      | Celtic              |
| 17  | M    | Yeltsin Tejeda     | 17 martie 1992         | 49       | 0      | Lausanne-Sport      |
| 18  | P    | Patrick Pemberton  | 24 aprilie 1982        | 39       | 0      | LD Alajuelense      |
| 19  | F    | Kendall Waston     | 1 ianuarie 1988        | 25       | 3      | Vancouver Whitecaps |
| 20  | M    | David Guzmán       | 18 februarie 1990      | 41       | 0      | Portland Timbers    |
| 21  | A    | Marco Ureña        | 5 martie 1990          | 62       | 15     | Los Angeles FC      |
| 22  | F    | Rónald Matarrita   | 9 iulie 1994           | 22       | 2      | New York City FC    |
| 23  | P    | Leonel Moreira     | 2 aprilie 1990         | 9        | 0      | C.S. Herediano      |

### Serbia
Antrenor: Mladen Krstajić
O echipă preliminară de 27 de persoane a fost anunțată la 24 mai 2018. Echipa finală a fost anunțată la 1 iunie.
| Nr. | Poz. | Jucător                 | Data nașterii (vârsta) | Selecții | Goluri | Club                |
| --- | ---- | ----------------------- | ---------------------- | -------- | ------ | ------------------- |
| 1   | P    | Vladimir Stojković      | 28 iulie 1983          | 79       | 0      | Partizan Belgrad    |
| 2   | F    | Antonio Rukavina        | 26 ianuarie 1984       | 45       | 0      | Villarreal          |
| 3   | F    | Duško Tošić             | 19 ianuarie 1985       | 22       | 1      | Beșiktaș            |
| 4   | M    | Luka Milivojević        | 7 aprilie 1991         | 26       | 1      | Crystal Palace      |
| 5   | F    | Uroš Spajić             | 13 februarie 1993      | 5        | 0      | Anderlecht          |
| 6   | F    | Branislav Ivanović      | 22 februarie 1984      | 102      | 12     | Zenit               |
| 7   | M    | Andrija Živković        | 11 iulie 1996          | 9        | 0      | Benfica             |
| 8   | A    | Aleksandar Prijović     | 21 aprilie 1990        | 8        | 1      | PAOK                |
| 9   | A    | Aleksandar Mitrović     | 16 septembrie 1994     | 35       | 13     | Fulham              |
| 10  | M    | Dušan Tadić             | 20 noiembrie 1988      | 51       | 13     | Southampton         |
| 11  | F    | Aleksandar Kolarov (C)  | 10 noiembrie 1985      | 74       | 10     | Roma                |
| 12  | P    | Predrag Rajković        | 31 octombrie 1995      | 7        | 0      | Maccabi Tel Aviv    |
| 13  | F    | Miloš Veljković         | 26 septembrie 1995     | 2        | 0      | Werder Bremen       |
| 14  | F    | Milan Rodić             | 2 aprilie 1991         | 0        | 0      | Steaua Roșie        |
| 15  | F    | Nikola Milenković       | 12 octombrie 1997      | 1        | 0      | Fiorentina          |
| 16  | M    | Marko Grujić            | 13 aprilie 1996        | 6        | 0      | Cardiff             |
| 17  | M    | Filip Kostić            | 1 noiembrie 1992       | 21       | 2      | Hamburg             |
| 18  | A    | Nemanja Radonjić        | 15 februarie 1996      | 1        | 0      | Steaua Roșie        |
| 19  | A    | Luka Jović              | 23 decembrie 1997      | 0        | 0      | Eintracht Frankfurt |
| 20  | M    | Sergej Milinković-Savić | 27 februarie 1995      | 2        | 0      | Lazio               |
| 21  | M    | Nemanja Matić           | 1 august 1988          | 38       | 2      | Manchester United   |
| 22  | M    | Adem Ljajić             | 29 septembrie 1991     | 27       | 5      | Torino              |
| 23  | P    | Marko Dmitrović         | 24 ianuarie 1992       | 2        | 0      | Eibar               |

### Elveția
Antrenor:  Vladimir Petković
O echipă preliminară de 26 de persoane a fost anunțată la 25 mai 2018. Echipa finală a fost anunțată pe 4 iunie.
| Nr. | Poz. | Jucător                        | Data nașterii (vârsta) | Selecții | Goluri | Club                |
| --- | ---- | ------------------------------ | ---------------------- | -------- | ------ | ------------------- |
| 1   | P    | Yann Sommer                    | 17 decembrie 1988      | 35       | 0      | M'gladbach          |
| 2   | F    | Stephan Lichtsteiner (captain) | 16 ianuarie 1984       | 99       | 8      | Juventus            |
| 3   | F    | François Moubandje             | 21 iunie 1990          | 17       | 0      | Toulouse            |
| 4   | F    | Nico Elvedi                    | 30 septembrie 1996     | 5        | 0      | M'gladbach          |
| 5   | F    | Manuel Akanji                  | 19 iulie 1995          | 6        | 0      | Dortmund            |
| 6   | F    | Michael Lang                   | 8 februarie 1991       | 24       | 2      | Basel               |
| 7   | A    | Breel Embolo                   | 14 februarie 1997      | 24       | 3      | Schalke 04          |
| 8   | M    | Remo Freuler                   | 15 aprilie 1992        | 9        | 0      | Atalanta            |
| 9   | A    | Haris Seferović                | 22 februarie 1992      | 50       | 11     | Benfica             |
| 10  | M    | Granit Xhaka                   | 27 septembrie 1992     | 61       | 9      | Arsenal             |
| 11  | M    | Valon Behrami                  | 19 aprilie 1985        | 78       | 2      | Udinese             |
| 12  | P    | Yvon Mvogo                     | 6 iunie 1994           | 0        | 0      | Leipzig             |
| 13  | F    | Ricardo Rodríguez              | 25 august 1992         | 52       | 4      | Milan               |
| 14  | M    | Steven Zuber                   | 17 august 1991         | 11       | 3      | Hoffenheim          |
| 15  | M    | Blerim Džemaili                | 12 aprilie 1986        | 64       | 9      | Bologna             |
| 16  | M    | Gelson Fernandes               | 2 septembrie 1986      | 67       | 2      | Eintracht Frankfurt |
| 17  | M    | Denis Zakaria                  | 20 noiembrie 1996      | 10       | 0      | M'gladbach          |
| 18  | A    | Mario Gavranović               | 24 noiembrie 1989      | 13       | 5      | Dinamo Zagreb       |
| 19  | A    | Josip Drmić                    | 8 august 1992          | 28       | 9      | M'gladbach          |
| 20  | F    | Johan Djourou                  | 18 ianuarie 1987       | 74       | 2      | Antalyaspor         |
| 21  | P    | Roman Bürki                    | 14 noiembrie 1990      | 8        | 0      | Dortmund            |
| 22  | F    | Fabian Schär                   | 20 decembrie 1991      | 38       | 7      | La Coruña           |
| 23  | M    | Xherdan Shaqiri                | 10 octombrie 1991      | 69       | 20     | Stoke City          |

## Grupa F

### Germania
Antrenor: Joachim Löw
O echipă preliminară de 27 de persoane a fost anunțată la 15 mai 2018. Echipa finală a fost anunțată pe 4 iunie.
| Nr. | Poz. | Jucător                | Data nașterii (vârsta) | Selecții | Goluri | Club            |
| --- | ---- | ---------------------- | ---------------------- | -------- | ------ | --------------- |
| 1   | P    | Manuel Neuer (captain) | 27 martie 1986         | 75       | 0      | Bayern          |
| 2   | F    | Marvin Plattenhardt    | 26 ianuarie 1992       | 6        | 0      | Hertha Berlin   |
| 3   | F    | Jonas Hector           | 27 mai 1990            | 37       | 3      | Köln            |
| 4   | F    | Matthias Ginter        | 19 ianuarie 1994       | 17       | 0      | M'gladbach      |
| 5   | F    | Mats Hummels           | 16 decembrie 1988      | 63       | 5      | Bayern          |
| 6   | F    | Sami Khedira           | 4 aprilie 1987         | 74       | 7      | Juventus        |
| 7   | M    | Julian Draxler         | 20 septembrie 1993     | 43       | 6      | PSG             |
| 8   | M    | Toni Kroos             | 4 ianuarie 1990        | 82       | 12     | Real Madrid     |
| 9   | A    | Timo Werner            | 6 martie 1996          | 13       | 7      | Leipzig         |
| 10  | M    | Mesut Özil             | 15 octombrie 1988      | 90       | 23     | Arsenal         |
| 11  | A    | Marco Reus             | 31 mai 1989            | 30       | 9      | Dortmund        |
| 12  | P    | Kevin Trapp            | 8 iulie 1990           | 3        | 0      | PSG             |
| 13  | M    | Thomas Müller          | 13 septembrie 1989     | 90       | 38     | Bayern          |
| 14  | M    | Leon Goretzka          | 6 februarie 1995       | 15       | 6      | Schalke 04      |
| 15  | F    | Niklas Süle            | 3 septembrie 1995      | 10       | 0      | Bayern          |
| 16  | F    | Antonio Rüdiger        | 3 martie 1993          | 24       | 1      | Chelsea         |
| 17  | F    | Jérôme Boateng         | 3 septembrie 1988      | 70       | 1      | Bayern          |
| 18  | F    | Joshua Kimmich         | 8 februarie 1995       | 28       | 3      | Bayern          |
| 19  | M    | Sebastian Rudy         | 28 februarie 1990      | 25       | 1      | Bayern          |
| 20  | M    | Julian Brandt          | 2 mai 1996             | 15       | 1      | Leverkusen      |
| 21  | M    | İlkay Gündoğan         | 24 octombrie 1990      | 25       | 4      | Manchester City |
| 22  | P    | Marc-André ter Stegen  | 30 aprilie 1992        | 19       | 0      | Barcelona       |
| 23  | A    | Mario Gómez            | 10 iulie 1985          | 74       | 31     | Stuttgart       |

### Mexic
Antrenor:  Juan Carlos Osorio
O echipă preliminară de 28 de persoane a fost anunțată la 14 mai 2018. Echipa a fost redusă la 27 de jucători pe 23 mai, cu Néstor Araujo accidentat, apoi la 24 de jucători pe 2 iunie. Echipa finală a fost anunțată pe 4 iunie.
| Nr. | Poz. | Jucător                   | Data nașterii (vârsta) | Selecții | Goluri | Club                |
| --- | ---- | ------------------------- | ---------------------- | -------- | ------ | ------------------- |
| 1   | P    | José de Jesús Corona      | 26 ianuarie 1981       | 52       | 0      | Cruz Azul           |
| 2   | F    | Hugo Ayala                | 31 martie 1987         | 42       | 1      | Tigres              |
| 3   | F    | Carlos Salcedo            | 29 septembrie 1993     | 20       | 0      | Eintracht Frankfurt |
| 4   | F    | Rafael Márquez            | 13 februarie 1979      | 144      | 18     | Atlas               |
| 5   | F    | Diego Reyes               | 19 septembrie 1992     | 55       | 1      | Porto               |
| 6   | M    | Jonathan dos Santos       | 26 aprilie 1990        | 31       | 0      | LA Galaxy           |
| 7   | M    | Miguel Layún              | 25 iunie 1988          | 63       | 6      | Sevilla             |
| 8   | A    | Marco Fabián              | 21 iulie 1989          | 38       | 9      | Eintracht Frankfurt |
| 9   | A    | Raúl Jiménez              | 5 mai 1991             | 63       | 13     | Benfica             |
| 10  | M    | Giovani dos Santos        | 11 mai 1989            | 104      | 19     | LA Galaxy           |
| 11  | A    | Carlos Vela               | 1 martie 1989          | 68       | 18     | Los Angeles FC      |
| 12  | P    | Alfredo Talavera          | 18 septembrie 1982     | 27       | 0      | Toluca              |
| 13  | P    | Guillermo Ochoa           | 13 iulie 1985          | 93       | 0      | Standard Liège      |
| 14  | A    | Javier Hernández          | 1 iunie 1988           | 101      | 49     | West Ham            |
| 15  | F    | Héctor Moreno             | 17 ianuarie 1988       | 91       | 3      | Real Sociedad       |
| 16  | F    | Héctor Herrera            | 19 aprilie 1990        | 65       | 5      | Porto               |
| 17  | M    | Jesús Manuel Corona       | 6 ianuarie 1993        | 35       | 7      | Porto               |
| 18  | M    | Andrés Guardado (captain) | 28 septembrie 1986     | 144      | 25     | Betis               |
| 19  | A    | Oribe Peralta             | 12 ianuarie 1984       | 66       | 26     | Club América        |
| 20  | M    | Javier Aquino             | 11 februarie 1990      | 53       | 0      | Tigres              |
| 21  | A    | Edson Álvarez             | 24 octombrie 1997      | 12       | 1      | Club América        |
| 22  | A    | Hirving Lozano            | 30 iulie 1995          | 27       | 7      | PSV                 |
| 23  | M    | Jesús Gallardo            | 15 august 1994         | 22       | 0      | Pumas               |

### Coreea de Sud
Antrenor: Shin Tae-yong
O echipă preliminară de 28 de persoane a fost anunțată la 14 mai 2018. Echipa a fost redusă la 26 de jucători pe 22 mai cu Kwon Chang-hoon și Lee Keun-ho accidentați. Echipa finală a fost anunțată pe 2 iunie.
| Nr. | Poz. | Jucător           | Data nașterii (vârsta) | Selecții | Goluri | Club                   |
| --- | ---- | ----------------- | ---------------------- | -------- | ------ | ---------------------- |
| 1   | P    | Kim Seung-gyu     | 30 septembrie 1990     | 32       | 0      | Vissel Kobe            |
| 2   | F    | Lee Yong          | 24 decembrie 1986      | 26       | 0      | Jeonbuk Hyundai Motors |
| 3   | F    | Jung Seung-hyun   | 3 aprilie 1994         | 6        | 0      | Sagan Tosu             |
| 4   | F    | Oh Ban-suk        | 20 mai 1988            | 2        | 0      | Jeju United            |
| 5   | F    | Yun Young-sun     | 4 octombrie 1988       | 5        | 0      | Seongnam FC            |
| 6   | F    | Park Joo-ho       | 16 ianuarie 1987       | 35       | 0      | Ulsan Hyundai          |
| 7   | A    | Son Heung-min     | 8 iulie 1992           | 65       | 21     | Tottenham              |
| 8   | M    | Ju Se-jong        | 30 octombrie 1990      | 10       | 1      | Asan Mugunghwa         |
| 9   | A    | Kim Shin-wook     | 14 aprilie 1988        | 48       | 10     | Jeonbuk Hyundai Motors |
| 10  | M    | Lee Seung-woo     | 6 ianuarie 1998        | 2        | 0      | Hellas Verona          |
| 11  | A    | Hwang Hee-chan    | 26 ianuarie 1996       | 13       | 2      | Salzburg               |
| 12  | F    | Kim Min-woo       | 25 februarie 1990      | 18       | 1      | Sangju Sangmu          |
| 13  | M    | Koo Ja-cheol      | 27 februarie 1989      | 66       | 19     | Augsburg               |
| 14  | F    | Hong Chul         | 17 septembrie 1990     | 14       | 0      | Sangju Sangmu          |
| 15  | M    | Jung Woo-young    | 14 decembrie 1989      | 28       | 1      | Vissel Kobe            |
| 16  | M    | Ki Sung-yueng (C) | 24 ianuarie 1989       | 100      | 10     | Swansea                |
| 17  | M    | Lee Jae-sung      | 10 august 1992         | 33       | 6      | Jeonbuk Hyundai Motors |
| 18  | M    | Moon Seon-min     | 9 iunie 1992           | 2        | 1      | Incheon United         |
| 19  | F    | Kim Young-gwon    | 27 februarie 1990      | 51       | 2      | Guangzhou Evergrande   |
| 20  | F    | Jang Hyun-soo     | 28 septembrie 1991     | 49       | 3      | FC Tokyo               |
| 21  | P    | Kim Jin-hyeon     | 6 iulie 1987           | 14       | 0      | Cerezo Osaka           |
| 22  | F    | Go Yo-han         | 10 martie 1988         | 19       | 0      | FC Seoul               |
| 23  | P    | Cho Hyun-woo      | 25 septembrie 1991     | 5        | 0      | Daegu FC               |

### Suedia
Antrenor: Janne Andersson
Echipa finală a fost anunțată la 15 mai 2018.
| Nr. | Poz. | Jucător                          | Data nașterii (vârsta)        | Selecții | Goluri | Club                |
| --- | ---- | -------------------------------- | ----------------------------- | -------- | ------ | ------------------- |
| 1   | P    | Robin Olsen                      | 8 ianuarie 1990 (35 de ani)   | 16       | 0      | Copenhaga           |
| 2   | F    | Mikael Lustig                    | 13 decembrie 1986 (38 de ani) | 64       | 6      | Celtic              |
| 3   | F    | Victor Lindelöf                  | 17 iulie 1994 (30 de ani)     | 19       | 1      | Manchester United   |
| 4   | F    | Andreas Granqvist                | 16 aprilie 1985 (39 de ani)   | 70       | 6      | Krasnodar           |
| 5   | F    | Martin Olsson                    | 17 mai 1988 (36 de ani)       | 42       | 5      | Swansea             |
| 6   | F    | Ludwig Augustinsson              | 21 aprilie 1994 (30 de ani)   | 14       | 0      | Werder Bremen       |
| 7   | M    | Sebastian Larsson (vice căpitan) | 6 iunie 1985 (39 de ani)      | 98       | 6      | Hull City           |
| 8   | M    | Albin Ekdal                      | 28 iulie 1989 (35 de ani)     | 32       | 0      | Hamburg             |
| 9   | A    | Marcus Berg                      | 17 august 1986 (38 de ani)    | 55       | 18     | Al Ain Club         |
| 10  | M    | Emil Forsberg                    | 23 octombrie 1991 (33 de ani) | 34       | 6      | Leipzig             |
| 11  | A    | John Guidetti                    | 15 aprilie 1992 (32 de ani)   | 20       | 1      | Alavés              |
| 12  | P    | Karl-Johan Johnsson              | 28 ianuarie 1990 (35 de ani)  | 5        | 0      | Guingamp            |
| 13  | M    | Gustav Svensson                  | 7 februarie 1987 (38 de ani)  | 11       | 0      | Seattle Sounders FC |
| 14  | F    | Filip Helander                   | 22 aprilie 1993 (31 de ani)   | 4        | 0      | Bologna             |
| 15  | M    | Oscar Hiljemark                  | 28 iunie 1992 (32 de ani)     | 20       | 2      | Genoa               |
| 16  | F    | Emil Krafth                      | 2 august 1994 (30 de ani)     | 11       | 0      | Bologna             |
| 17  | M    | Viktor Claesson                  | 2 ianuarie 1992 (33 de ani)   | 21       | 3      | Krasnodar           |
| 18  | F    | Pontus Jansson                   | 13 februarie 1991 (34 de ani) | 14       | 0      | Leeds United        |
| 19  | M    | Marcus Rohdén                    | 11 mai 1991 (33 de ani)       | 10       | 1      | Crotone             |
| 20  | A    | Ola Toivonen                     | 3 iulie 1986 (38 de ani)      | 57       | 13     | Toulouse            |
| 21  | M    | Jimmy Durmaz                     | 22 martie 1989 (36 de ani)    | 44       | 3      | Toulouse            |
| 22  | A    | Isaac Kiese Thelin               | 24 iunie 1992 (32 de ani)     | 18       | 2      | Waasland-Beveren    |
| 23  | P    | Kristoffer Nordfeldt             | 23 iunie 1989 (35 de ani)     | 8        | 0      | Swansea             |

## Grupa G

### Belgia
Antrenor:  Roberto Martínez
O echipă preliminară de 28 de persoane a fost anunțată la 21 mai 2018. Echipa finală a fost anunțată pe 4 iunie.
| Nr. | Poz. | Jucător            | Data nașterii (vârsta) | Selecții | Goluri | Club              |
| --- | ---- | ------------------ | ---------------------- | -------- | ------ | ----------------- |
| 1   | P    | Thibaut Courtois   | 11 mai 1992            | 56       | 0      | Chelsea           |
| 2   | F    | Toby Alderweireld  | 2 martie 1989          | 72       | 3      | Ajax Cape Town    |
| 3   | F    | Thomas Vermaelen   | 14 noiembrie 1985      | 64       | 1      | Barcelona         |
| 4   | F    | Vincent Kompany    | 10 aprilie 1986        | 74       | 4      | Manchester City   |
| 5   | F    | Jan Vertonghen     | 24 aprilie 1987        | 100      | 8      | Ajax Cape Town    |
| 6   | M    | Axel Witsel        | 12 ianuarie 1989       | 85       | 9      | Tianjin Quanjian  |
| 7   | M    | Kevin De Bruyne    | 28 iunie 1991          | 57       | 13     | Manchester City   |
| 8   | M    | Marouane Fellaini  | 22 noiembrie 1987      | 79       | 16     | Manchester United |
| 9   | A    | Romelu Lukaku      | 13 mai 1993            | 64       | 30     | Manchester United |
| 10  | A    | Eden Hazard (C)    | 7 ianuarie 1991        | 82       | 21     | Chelsea           |
| 11  | M    | Yannick Carrasco   | 4 septembrie 1993      | 23       | 5      | Dalian Yifang     |
| 12  | P    | Simon Mignolet     | 6 martie 1988          | 21       | 0      | Liverpool         |
| 13  | P    | Koen Casteels      | 25 iunie 1992          | 0        | 0      | Wolfsburg         |
| 14  | A    | Dries Mertens      | 6 mai 1987             | 65       | 13     | Napoli            |
| 15  | F    | Thomas Meunier     | 12 septembrie 1991     | 23       | 5      | PSG               |
| 16  | M    | Thorgan Hazard     | 29 martie 1993         | 8        | 1      | M'gladbach        |
| 17  | M    | Youri Tielemans    | 7 mai 1997             | 7        | 0      | Monaco            |
| 18  | A    | Adnan Januzaj      | 5 februarie 1995       | 7        | 0      | Real Sociedad     |
| 19  | M    | Mousa Dembélé      | 16 iulie 1987          | 74       | 5      | Ajax Cape Town    |
| 20  | F    | Dedryck Boyata     | 28 noiembrie 1990      | 5        | 0      | Celtic            |
| 21  | A    | Michy Batshuayi    | 2 octombrie 1993       | 13       | 5      | Dortmund          |
| 22  | M    | Nacer Chadli       | 2 august 1989          | 41       | 4      | West Bromwich     |
| 23  | F    | Leander Dendoncker | 15 aprilie 1995        | 4        | 0      | Anderlecht        |

### Anglia
Antrenor: Gareth Southgate
Echipa finală va fi anunțată la 16 mai 2018.
| Nr. | Poz. | Jucător                | Data nașterii (vârsta) | Selecții | Goluri | Club              |
| --- | ---- | ---------------------- | ---------------------- | -------- | ------ | ----------------- |
| 1   | P    | Jordan Pickford        | 7 martie 1994          | 3        | 0      | Everton           |
| 2   | F    | Kyle Walker            | 28 mai 1990            | 35       | 0      | Manchester City   |
| 3   | F    | Danny Rose             | 2 iulie 1990           | 17       | 0      | Tottenham         |
| 4   | M    | Eric Dier              | 15 ianuarie 1994       | 26       | 3      | Tottenham         |
| 5   | F    | John Stones            | 28 mai 1994            | 25       | 0      | Manchester City   |
| 6   | F    | Harry Maguire          | 5 martie 1993          | 4        | 0      | Leicester         |
| 7   | M    | Jesse Lingard          | 15 decembrie 1992      | 11       | 1      | Manchester United |
| 8   | M    | Jordan Henderson       | 17 iunie 1990          | 38       | 0      | Liverpool         |
| 9   | A    | Harry Kane (C)         | 28 iulie 1993          | 24       | 13     | Tottenham         |
| 10  | A    | Raheem Sterling        | 8 decembrie 1994       | 38       | 2      | Manchester City   |
| 11  | A    | Jamie Vardy            | 11 ianuarie 1987       | 21       | 7      | Leicester         |
| 12  | F    | Kieran Trippier        | 19 septembrie 1990     | 6        | 0      | Tottenham         |
| 13  | P    | Jack Butland           | 10 martie 1993         | 7        | 0      | Stoke City        |
| 14  | A    | Danny Welbeck          | 26 noiembrie 1990      | 38       | 15     | Arsenal           |
| 15  | F    | Gary Cahill            | 19 decembrie 1985      | 59       | 5      | Chelsea           |
| 16  | F    | Phil Jones             | 21 februarie 1992      | 24       | 0      | Manchester United |
| 17  | F    | Fabian Delph           | 21 noiembrie 1989      | 10       | 0      | Manchester City   |
| 18  | F    | Ashley Young           | 9 iulie 1985           | 34       | 7      | Manchester United |
| 19  | A    | Marcus Rashford        | 31 octombrie 1997      | 18       | 2      | Manchester United |
| 20  | M    | Dele Alli              | 11 aprilie 1996        | 24       | 2      | Tottenham         |
| 21  | M    | Ruben Loftus-Cheek     | 23 ianuarie 1996       | 3        | 0      | Crystal Palace    |
| 22  | F    | Trent Alexander-Arnold | 7 octombrie 1998       | 0        | 0      | Liverpool         |
| 23  | P    | Nick Pope              | 19 aprilie 1992        | 0        | 0      | Burnley           |

### Panama
Antrenor:  Hernán Darío Gómez
O echipă preliminară de 35 de persoane a fost anunțată la 14 mai 2018. Echipa finală a fost anunțată pe 30 mai. Accidentatul Alberto Quintero a fost schimbat cu Ricardo Ávila pe 6 iunie.
| Nr. | Poz. | Jucător              | Data nașterii (vârsta) | Selecții | Goluri | Club                          |
| --- | ---- | -------------------- | ---------------------- | -------- | ------ | ----------------------------- |
| 1   | P    | Jaime Penedo         | 26 septembrie 1981     | 130      | 0      | Dinamo                        |
| 2   | F    | Michael Amir Murillo | 11 februarie 1996      | 21       | 2      | New York Red Bulls            |
| 3   | F    | Harold Cummings      | 1 martie 1992          | 51       | 0      | San Jose Earthquakes          |
| 4   | F    | Fidel Escobar        | 9 ianuarie 1995        | 22       | 1      | New York Red Bulls            |
| 5   | F    | Román Torres         | 20 martie 1986         | 110      | 10     | Seattle Sounders              |
| 6   | M    | Gabriel Gómez        | 29 mai 1984            | 143      | 12     | Atlético Bucaramanga          |
| 7   | A    | Blas Pérez           | 13 martie 1981         | 117      | 43     | CSD Municipal                 |
| 8   | M    | Édgar Bárcenas       | 23 octombrie 1993      | 28       | 0      | Cafetaleros de Tapachula      |
| 9   | A    | Gabriel Torres       | 31 octombrie 1988      | 71       | 14     | Huachipato                    |
| 10  | A    | Ismael Díaz          | 12 mai 1997            | 10       | 2      | Deportivo Fabril              |
| 11  | M    | Armando Cooper       | 26 noiembrie 1987      | 97       | 7      | Club Universidad de Chile     |
| 12  | P    | José Calderón        | 14 august 1985         | 31       | 0      | Unión Deportivo Universitario |
| 13  | F    | Adolfo Machado       | 14 februarie 1985      | 75       | 1      | Houston Dynamo                |
| 14  | M    | Valentín Pimentel    | 30 mai 1991            | 22       | 1      | Plaza Amador                  |
| 15  | F    | Erick Davis          | 31 martie 1991         | 37       | 0      | Dunajska Streda               |
| 16  | A    | Abdiel Arroyo        | 13 decembrie 1993      | 33       | 5      | LD Alajuelense                |
| 17  | F    | Luis Ovalle          | 7 septembrie 1988      | 25       | 0      | Club Deportivo Olimpia        |
| 18  | A    | Luis Tejada          | 28 martie 1982         | 105      | 43     | Sport Boys                    |
| 19  | M    | Ricardo Ávila        | 4 februarie 1997       | 5        | 0      | Gent                          |
| 20  | M    | Aníbal Godoy         | 10 februarie 1990      | 88       | 2      | San Jose Earthquakes          |
| 21  | M    | José Luis Rodríguez  | 19 iunie 1998          | 1        | 0      | Gent                          |
| 22  | P    | Álex Rodríguez       | 5 august 1990          | 6        | 0      | San Francisco FC              |
| 23  | F    | Felipe Baloy (C)     | 24 februarie 1981      | 102      | 3      | CSD Municipal                 |

### Tunisia
Coach: Nabil Maâloul
O echipă preliminară de 29 de persoane a fost anunțată la 14 mai 2018. Echipa finală a fost anunțată pe 2 iunie.
| Nr. | Poz. | Jucător                 | Data nașterii (vârsta) | Selecții | Goluri | Club            |
| --- | ---- | ----------------------- | ---------------------- | -------- | ------ | --------------- |
| 1   | P    | Farouk Ben Mustapha     | 1 iulie 1989           | 15       | 0      | Al-Shabab       |
| 2   | F    | Syam Ben Youssef        | 31 martie 1989         | 41       | 1      | Kasımpașa       |
| 3   | F    | Yohan Benalouane        | 28 martie 1987         | 3        | 0      | Leicester       |
| 4   | F    | Yassine Meriah          | 2 iulie 1993           | 15       | 1      | Sfaxien         |
| 5   | F    | Oussama Haddadi         | 28 ianuarie 1992       | 8        | 0      | Dijon           |
| 6   | F    | Rami Bedoui             | 19 ianuarie 1990       | 8        | 0      | Étoile          |
| 7   | A    | Saîf-Eddine Khaoui      | 27 aprilie 1995        | 4        | 0      | Troyes          |
| 8   | A    | Fakhreddine Ben Youssef | 23 iunie 1991          | 38       | 5      | Al-Ettifaq      |
| 9   | M    | Anice Badri             | 18 septembrie 1990     | 6        | 2      | Espérance Tunis |
| 10  | A    | Wahbi Khazri            | 8 februarie 1991       | 35       | 12     | Rennes          |
| 11  | F    | Dylan Bronn             | 19 iunie 1995          | 4        | 0      | Gent            |
| 12  | F    | Ali Maâloul             | 1 ianuarie 1990        | 45       | 0      | Al Ahly         |
| 13  | M    | Ferjani Sassi           | 18 martie 1992         | 38       | 3      | Al-Nassr        |
| 14  | M    | Mohamed Amine Ben Amor  | 3 mai 1992             | 25       | 1      | Al-Ahli         |
| 15  | A    | Ahmed Khalil            | 21 decembrie 1994      | 3        | 0      | Africain        |
| 16  | P    | Aymen Mathlouthi (C)    | 14 septembrie 1984     | 69       | 0      | Al Baten Club   |
| 17  | M    | Ellyes Skhiri           | 10 mai 1995            | 4        | 0      | Montpellier     |
| 18  | A    | Bassem Srarfi           | 25 iunie 1997          | 4        | 0      | Nice            |
| 19  | A    | Saber Khalifa           | 14 octombrie 1986      | 43       | 7      | Africain        |
| 20  | A    | Ghailene Chaalali       | 28 februarie 1994      | 6        | 1      | Espérance Tunis |
| 21  | F    | Hamdi Nagguez           | 28 octombrie 1992      | 15       | 0      | Zamalek         |
| 22  | P    | Mouez Hassen            | 5 martie 1995          | 3        | 0      | Châteauroux     |
| 23  | A    | Naïm Sliti              | 27 iulie 1992          | 16       | 3      | Dijon           |

## Grupa H

### Columbia
Antrenor:  José Pékerman
Echipa preliminară de 35 de persoane a fost anunțată la 14 mai 2018. Echipa finală a fost anunțată pe 4 iunie. Accidentatul Frank Fabra a fost schimbat cu Farid Díaz pe 9 iunie.
| Nr. | Poz. | Jucător                  | Data nașterii (vârsta) | Selecții | Goluri | Club           |
| --- | ---- | ------------------------ | ---------------------- | -------- | ------ | -------------- |
| 1   | P    | David Ospina             | 31 august 1988         | 86       | 0      | Arsenal        |
| 2   | F    | Cristián Zapata          | 30 septembrie 1986     | 55       | 2      | Milan          |
| 3   | F    | Óscar Murillo            | 18 aprilie 1988        | 13       | 0      | CF Pachuca     |
| 4   | F    | Santiago Arias           | 13 ianuarie 1992       | 41       | 0      | PSV            |
| 5   | M    | Wílmar Barrios           | 16 octombrie 1993      | 10       | 0      | Boca Juniors   |
| 6   | M    | Carlos Sánchez           | 6 februarie 1986       | 85       | 0      | Espanyol       |
| 7   | A    | Carlos Bacca             | 8 septembrie 1986      | 45       | 14     | Villarreal     |
| 8   | M    | Abel Aguilar             | 6 ianuarie 1985        | 70       | 7      | Deportivo Cali |
| 9   | A    | Radamel Falcao (captain) | 10 februarie 1986      | 73       | 29     | Monaco         |
| 10  | M    | James Rodríguez          | 12 iulie 1991          | 63       | 21     | Bayern         |
| 11  | M    | Juan Cuadrado            | 26 mai 1988            | 70       | 7      | Juventus       |
| 12  | P    | Camilo Vargas            | 9 martie 1989          | 5        | 0      | Deportivo Cali |
| 13  | F    | Yerry Mina               | 23 septembrie 1994     | 12       | 3      | Barcelona      |
| 14  | A    | Luis Muriel              | 16 aprilie 1991        | 18       | 2      | Sevilla        |
| 15  | M    | Mateus Uribe             | 21 martie 1991         | 8        | 0      | Club América   |
| 16  | M    | Jefferson Lerma          | 25 octombrie 1994      | 5        | 0      | Levante        |
| 17  | F    | Johan Mojica             | 21 august 1992         | 4        | 1      | Girona         |
| 18  | F    | Farid Díaz               | 20 iulie 1983          | 13       | 0      | Olimpia        |
| 19  | A    | Miguel Borja             | 26 ianuarie 1993       | 7        | 2      | Palmeiras      |
| 20  | M    | Juan Fernando Quintero   | 18 ianuarie 1993       | 15       | 2      | River Plate    |
| 21  | A    | José Izquierdo           | 7 iulie 1992           | 5        | 1      | Brighton       |
| 22  | P    | José Fernando Cuadrado   | 1 iunie 1985           | 1        | 0      | Once Caldas    |
| 23  | F    | Dávinson Sánchez         | 12 iunie 1996          | 9        | 0      | Tottenham      |

### Japonia
Antrenor: Akira Nishino
Echipa preliminară formată din 27 de persoane a fost anunțată la 18 mai 2018. Echipa finală va fi anunțată la 31 mai 2018.
| Nr. | Poz. | Jucător              | Data nașterii (vârsta) | Selecții | Goluri | Club                |
| --- | ---- | -------------------- | ---------------------- | -------- | ------ | ------------------- |
| 1   | P    | Eiji Kawashima       | 20 martie 1983         | 83       | 0      | Metz                |
| 2   | F    | Naomichi Ueda        | 24 octombrie 1994      | 3        | 0      | Kashima Antlers     |
| 3   | F    | Gen Shoji            | 11 decembrie 1992      | 10       | 1      | Kashima Antlers     |
| 4   | M    | Keisuke Honda        | 13 iunie 1986          | 94       | 36     | CF Pachuca          |
| 5   | F    | Yuto Nagatomo        | 12 septembrie 1986     | 104      | 3      | Galatasaray         |
| 6   | F    | Wataru Endo          | 9 februarie 1993       | 11       | 0      | Urawa Reds          |
| 7   | M    | Gaku Shibasaki       | 28 mai 1992            | 16       | 3      | Getafe              |
| 8   | M    | Genki Haraguchi      | 9 mai 1991             | 31       | 6      | Düsseldorf          |
| 9   | A    | Shinji Okazaki       | 16 aprilie 1986        | 112      | 50     | Leicester           |
| 10  | M    | Shinji Kagawa        | 17 martie 1989         | 90       | 29     | Dortmund            |
| 11  | M    | Takashi Usami        | 6 mai 1992             | 22       | 3      | Düsseldorf          |
| 12  | P    | Masaaki Higashiguchi | 12 mai 1986            | 4        | 0      | Gamba Osaka         |
| 13  | A    | Yoshinori Mutō       | 15 iulie 1992          | 22       | 2      | Mainz 05            |
| 14  | M    | Takashi Inui         | 2 iunie 1988           | 25       | 2      | Eibar               |
| 15  | A    | Yuya Osako           | 18 mai 1990            | 27       | 7      | Köln                |
| 16  | M    | Hotaru Yamaguchi     | 6 octombrie 1990       | 41       | 2      | Cerezo Osaka        |
| 17  | M    | Makoto Hasebe (C)    | 18 ianuarie 1984       | 109      | 2      | Eintracht Frankfurt |
| 18  | M    | Ryota Oshima         | 23 ianuarie 1993       | 4        | 0      | Kawasaki Frontale   |
| 19  | F    | Hiroki Sakai         | 12 aprilie 1990        | 41       | 0      | Marseille           |
| 20  | F    | Tomoaki Makino       | 11 mai 1987            | 31       | 4      | Urawa Reds          |
| 21  | F    | Gōtoku Sakai         | 14 martie 1991         | 39       | 0      | Hamburg             |
| 22  | F    | Maya Yoshida         | 24 august 1988         | 81       | 10     | Southampton         |
| 23  | P    | Kosuke Nakamura      | 27 februarie 1995      | 3        | 0      | Kashiwa Reysol      |

### Polonia
Antrenor: Adam Nawałka
O echipă preliminară de 35 de persoane a fost anunțată la 11 mai 2018. Echipa a fost redusă la 32 de jucători pe 18 mai. Echipa finală a fost anunțată pe 4 iunie.
| Nr. | Poz. | Jucător                | Data nașterii (vârsta) | Selecții | Goluri | Club              |
| --- | ---- | ---------------------- | ---------------------- | -------- | ------ | ----------------- |
| 1   | P    | Wojciech Szczęsny      | 18 aprilie 1990        | 33       | 0      | Juventus          |
| 2   | F    | Michał Pazdan          | 21 septembrie 1987     | 31       | 0      | Legia Varșovia    |
| 3   | F    | Artur Jędrzejczyk      | 4 noiembrie 1987       | 35       | 3      | Legia Varșovia    |
| 4   | F    | Thiago Cionek          | 21 aprilie 1986        | 17       | 0      | SPAL 2013         |
| 5   | F    | Jan Bednarek           | 12 aprilie 1996        | 1        | 0      | Southampton       |
| 6   | M    | Jacek Góralski         | 21 septembrie 1992     | 3        | 0      | Ludogoreț Razgrad |
| 7   | A    | Arkadiusz Milik        | 28 februarie 1994      | 38       | 12     | Napoli            |
| 8   | M    | Karol Linetty          | 2 februarie 1995       | 19       | 1      | Sampdoria         |
| 9   | A    | Robert Lewandowski (C) | 21 august 1988         | 93       | 52     | Bayern            |
| 10  | M    | Grzegorz Krychowiak    | 29 ianuarie 1990       | 49       | 2      | West Bromwich     |
| 11  | M    | Kamil Grosicki         | 8 iunie 1988           | 56       | 12     | Hull City         |
| 12  | P    | Bartosz Białkowski     | 6 iulie 1987           | 1        | 0      | Ipswich           |
| 13  | M    | Maciej Rybus           | 19 august 1989         | 49       | 2      | Lokomotiv Mos.    |
| 14  | A    | Łukasz Teodorczyk      | 3 iunie 1991           | 15       | 4      | Anderlecht        |
| 15  | F    | Kamil Glik             | 3 februarie 1988       | 57       | 4      | Monaco            |
| 16  | M    | Jakub Błaszczykowski   | 14 decembrie 1985      | 97       | 19     | Wolfsburg         |
| 17  | M    | Sławomir Peszko        | 19 februarie 1985      | 43       | 2      | Lechia Gdańsk     |
| 18  | F    | Bartosz Bereszyński    | 12 iulie 1992          | 6        | 0      | Sampdoria         |
| 19  | M    | Piotr Zieliński        | 20 mai 1994            | 31       | 4      | Napoli            |
| 20  | F    | Łukasz Piszczek        | 3 iunie 1985           | 61       | 3      | Dortmund          |
| 21  | M    | Rafał Kurzawa          | 29 ianuarie 1993       | 3        | 0      | Górnik Zabrze     |
| 22  | P    | Łukasz Fabiański       | 18 aprilie 1985        | 43       | 0      | Swansea           |
| 23  | A    | Dawid Kownacki         | 14 martie 1997         | 1        | 0      | Sampdoria         |

### Senegal
Antrenor: Aliou Cissé
Echipa finală a fost anunțată la 17 mai 2018.
| Nr. | Poz. | Jucător                    | Data nașterii (vârsta) | Selecții | Goluri | Club          |
| --- | ---- | -------------------------- | ---------------------- | -------- | ------ | ------------- |
| 1   | P    | Abdoulaye Diallo           | 30 martie 1992         | 16       | 0      | Rennes        |
| 2   | F    | Kara Mbodji                | 11 noiembrie 1989      | 51       | 5      | Anderlecht    |
| 3   | F    | Kalidou Koulibaly          | 20 iunie 1991          | 23       | 0      | Napoli        |
| 4   | A    | M'Baye Niang               | 19 decembrie 1994      | 4        | 0      | Torino        |
| 5   | M    | Idrissa Gana Gueye         | 26 septembrie 1989     | 58       | 1      | Everton       |
| 6   | F    | Youssouf Sabaly            | 5 martie 1993          | 3        | 0      | Bordeaux      |
| 7   | A    | Moussa Sow                 | 19 ianuarie 1986       | 50       | 18     | Bursaspor     |
| 8   | M    | Cheikhou Kouyaté (captain) | 21 decembrie 1989      | 46       | 2      | West Ham      |
| 9   | A    | Mame Biram Diouf           | 16 decembrie 1987      | 46       | 10     | Stoke City    |
| 10  | A    | Sadio Mané                 | 10 aprilie 1992        | 51       | 14     | Liverpool     |
| 11  | M    | Cheikh N'Doye              | 29 martie 1986         | 23       | 3      | Birmingham    |
| 12  | A    | Moussa Konaté              | 3 aprilie 1993         | 26       | 9      | Amiens        |
| 13  | M    | Alfred N'Diaye             | 6 martie 1990          | 18       | 0      | Wolves        |
| 14  | A    | Keita Baldé Diao           | 8 martie 1995          | 16       | 3      | Monaco        |
| 15  | A    | Diafra Sakho               | 24 decembrie 1989      | 9        | 3      | Rennes        |
| 16  | P    | Khadim N'Diaye             | 30 noiembrie 1984      | 24       | 0      | Horoya        |
| 17  | M    | Badou Ndiaye               | 27 octombrie 1990      | 17       | 1      | Stoke City    |
| 18  | A    | Ismaïla Sarr               | 25 februarie 1998      | 13       | 2      | Rennes        |
| 19  | F    | Saliou Ciss                | 15 septembrie 1989     | 17       | 0      | Valenciennes  |
| 20  | F    | Salif Sané                 | 25 august 1990         | 19       | 0      | Hannover 96   |
| 21  | F    | Lamine Gassama             | 20 octombrie 1989      | 34       | 0      | Alanyaspor⁠(d) |
| 22  | F    | Moussa Wagué               | 4 octombrie 1998       | 8        | 0      | KAS Eupen     |
| 23  | P    | Alfred Gomis               | 5 septembrie 1993      | 1        | 0      | SPAL 2013     |

## Statistici

### Vârstele
Dintre cei șapte adolescenți din competiție, jucătorul Australiei Daniel Arzani este cel mai tanar la 19 ani, 5 luni, și 10 zile de la prima zi a turneului, și jucătorul Nigeriei Francis Uzoho este cel mai tânăr portar. Jucătorul Egiptului Essam El-Hadary este cel mai vechi dintre toți jucătorii și căpitanul la 45 de ani. Jucătorul Mexicului Rafael Márquez este cel mai vechi jucător de la 39 de ani. Cel mai tânăr căpitan este jucătorul Angliei Harry Kane la 24 de ani.

### Reprezentarea jucătorilor după sistemul de ligă
Sunt listate sistemele ligii cu 20 sau mai mulți jucători reprezentați. Sistemul de ligă a Angliei include două cluburi cu sediul în Țara Galilor, Swansea City și Cardiff City (șase membri ai echipelor Cupei Mondiale joacă pentru aceste cluburi), Franța include o echipă din Ligue 1 club cu sediul în Monaco, AS Monaco (opt membri ai echipei de Cupa Mondială joacă pentru acest club) și Statele Unite include o echipă din MLS club cu sediul în Canada, Vancouver Whitecaps FC (un membru al echipei de Cupa Mondială joacă pentru acest club). In total, membrilor echipelor joacă pentru cluburi în 56 de țări diferite, și joacă în 53 de sisteme naționale diferite de ligă.
| Țară           | Jucători | Procentaj | In afara național echipă | Notițe                                                                           |
| -------------- | -------- | --------- | ------------------------ | -------------------------------------------------------------------------------- |
| Anglia         | 129      | 17.53%    | 106                      | Include 22 de jucători din al doilea nivel și un jucător de la al treilea nivel. |
| Spania         | 81       | 11.01%    | 64                       | Include un jucător din al treilea nivel.                                         |
| Germania       | 67       | 9.10%     | 52                       |                                                                                  |
| Italia         | 58       | 7.88%     | 58                       |                                                                                  |
| Franța         | 49       | 6.66%     | 40                       |                                                                                  |
| Rusia          | 36       | 4.89%     | 15                       |                                                                                  |
| Arabia Saudită | 30       | 4.08%     | 10                       |                                                                                  |
| Mexic          | 22       | 2.99%     | 14                       |                                                                                  |
| Turcia         | 22       | 2.99%     | 22                       |                                                                                  |

- Echipa Angliei este alcătuită în totalitate din jucători din liga internă a țării.[84]
- Echipa Belgiei are cei mai mulți jucători dintr-o singură federație străină, cu unsprezece jucători angajați în Anglia.
- Din țările care nu sunt reprezentate de o echipă națională la Cupa Mondială, liga Italiei oferă cei mai mulți membri ai echipelor.
- Două echipe (Senegal și Suedia) sunt alcătuite în întregime din jucători angajați de cluburile de peste mări.
- Patru echipe au doar un singur jucator intern (Belgia, Islanda, Nigeria, și Elveția).

### Reprezentarea jucătorilor de către club
Sunt listate cluburi cu 10 sau mai mulți jucători reprezentați.
| Club                | Jucători |
| ------------------- | -------- |
| Manchester City     | 16       |
| Real Madrid         | 15       |
| Barcelona           | 14       |
| Chelsea             | 12       |
| Paris Saint-Germain | 12       |
| Tottenham Hotspur   | 12       |
| Bayern München      | 11       |
| Juventus            | 11       |
| Manchester United   | 11       |

### Reprezentarea jucătorilor de către confederația clubului
| Confederație | Jucători |
| ------------ | -------- |
| UEFA         | 544      |
| AFC          | 83       |
| CONCACAF     | 54       |
| CONMEBOL     | 35       |
| CAF          | 21       |
| OFC          | 0        |

### Reprezentarea antrenorilor după țară
Antrenorii din  'bold'  reprezintă țara lor.
| Număr | Țară                  | Antrenori                                                                             |
| ----- | --------------------- | ------------------------------------------------------------------------------------- |
| 4     | Argentina             | Héctor Cúper (Egipt), Ricardo Gareca (Peru), Jorge Sampaoli, José Pékerman (Columbia) |
| 3     | Spania                | Julen Lopetegui, Roberto Martínez (Belgia), Juan Antonio Pizzi (Arabia Saudită)       |
| 2     | Columbia              | Juan Carlos Osorio (Mexic), Hernán Darío Gómez (Panama)                               |
| 2     | France                | Didier Deschamps, Hervé Renard (Morocco)                                              |
| 2     | Germania              | Joachim Löw, Gernot Rohr (Nigeria)                                                    |
| 2     | Portugalia            | Carlos Queiroz (Iran), Fernando Santos                                                |
| 1     | Bosnia și Herțegovina | Vladimir Petković (Elveția)                                                           |
| 1     | Brazilia              | Tite                                                                                  |
| 1     | Costa Rica            | Óscar Ramírez                                                                         |
| 1     | Croația               | Zlatko Dalić                                                                          |
| 1     | Anglia                | Gareth Southgate                                                                      |
| 1     | Islanda               | Heimir Hallgrímsson                                                                   |
| 1     | Japonia               | Akira Nishino                                                                         |
| 1     | Olanda                | Bert van Marwijk (Australia)                                                          |
| 1     | Norvegia              | Åge Hareide (Danemarca)                                                               |
| 1     | Polonia               | Adam Nawałka                                                                          |
| 1     | Rusia                 | Stanislav Cherchesov                                                                  |
| 1     | Senegal               | Aliou Cissé                                                                           |
| 1     | Serbia                | Mladen Krstajić                                                                       |
| 1     | Coreea de Sud         | Shin Tae-yong                                                                         |
| 1     | Suedia                | Janne Andersson                                                                       |
| 1     | Tunisia               | Nabil Maâloul                                                                         |
| 1     | Uruguay               | Óscar Tabárez                                                                         |